# Organisation du traité de l'Atlantique nord
« Otan », « OTAN », « NATO », « Alliance atlantique », « Alliance euro-atlantique » et « Alliance transatlantique » redirigent ici. Pour les autres significations, voir Union transatlantique, Partenariat transatlantique de commerce et d'investissement, Otan (homonymie)  et Nato .
L'Organisation du traité de l'Atlantique nord (en anglais : North Atlantic Treaty Organization) est l'organisation politico-militaire mise en place par les pays signataires du traité de l'Atlantique nord afin de pouvoir remplir leurs obligations de défense et de sécurité collectives. Elle est le plus souvent désignée par son acronyme OTAN, qui est prononcé [o.tã]  (en anglais NATO), mais elle est aussi fréquemment nommée l'Alliance atlantique ou l'Alliance nord-atlantique, plus rarement l'Alliance euro-atlantique ou l'Alliance transatlantique, ou parfois, encore plus brièvement, l’Alliance.
Le texte de ce traité, signé le 4 avril 1949, établit le Conseil de l'Atlantique nord (CAN), et met en place une alliance militaire défensive contre toute attaque armée contre l'un de ses membres en Europe, en Amérique du Nord ou dans la région de l'Atlantique Nord au nord du tropique du Cancer,.
Le choc provoqué par le déclenchement de la guerre de Corée conduit le CAN à décider fin 1950 la création d'une organisation militaire intégrée permanente, qui constitue encore actuellement la marque distinctive de l'OTAN et lui assure des capacités militaires qu'aucune autre alliance de défense ne possède. Sous le vocable OTAN, l'usage a prévalu d'englober l'alliance juridiquement conclue par les pays signataires du traité de l'Atlantique nord, et l'organisation civile et militaire mise en place pour en rendre opérants les objectifs. La France toutefois a fait exception en décidant en 1966, tout en restant membre de l'Alliance atlantique, de quitter l'organisation militaire intégrée, dont elle est redevenue membre à part entière en 2009.
L'Alliance voit le jour dans le contexte général des débuts de la guerre froide et plus spécifiquement pendant le blocus de Berlin exercé par les Soviétiques. Elle a pour vocation initiale, selon l'exposé des motifs, d'assurer la sécurité de l'Europe occidentale en instaurant un couplage fort avec les États-Unis, seul moyen aux yeux des Européens après la Seconde Guerre mondiale de se prémunir contre toute tentative expansionniste de l'Union soviétique. Selon le mot de son premier secrétaire général, Lord Ismay, le rôle de l'OTAN consiste à « garder les Russes à l'extérieur, les Américains à l'intérieur et les Allemands sous tutelle ». L'OTAN constitue le noyau dur du bloc de l'Ouest. De sa création à 1991, l'adversaire désigné de l'OTAN est l'URSS qui forme elle-même le pacte de Varsovie en 1955 à la suite de l'adhésion de la RFA à l'OTAN et à son réarmement. L'OTAN s'organise donc pour faire face à cette menace par la définition de concepts stratégiques touchant notamment les questions relatives aux armes nucléaires, par la planification coordonnée entre tous ses membres de leurs moyens militaires, et par des commandements intégrés par zone géographique, dont le SHAPE est de loin le plus important.
Depuis la dissolution de l'URSS et la fin de la guerre froide en 1991, l'Alliance atlantique a perduré malgré la disparition de sa principale raison d'être initiale. Elle a procédé à son élargissement à d'anciens pays du bloc de l'Est et d'anciennes républiques de l'Union soviétique. Elle a pris en compte de nouvelles crises et menaces comme les conflits nationalistes dans l'ex-Yougoslavie, l'essor du terrorisme international ou la lutte contre la prolifération des « armes de destruction massive », en conséquence desquelles l'OTAN a revu en profondeur son concept stratégique et son organisation civile et militaire à plusieurs reprises. Elle a développé une politique systématique de partenariats en Europe et dans le monde, au titre de laquelle les pays de l'Alliance ont établi depuis 1994 un partenariat pour la paix (PPP) avec la Russie, les pays de sa zone d'influence et avec les pays neutres d'Europe occidentale. L'OTAN a aussi mis en place en 2002 avec l'UE une relation privilégiée, l'Identité européenne de sécurité et de défense (IESD), qui permet à cette dernière de bénéficier de moyens de l'OTAN pour certaines opérations entrant dans le cadre de sa politique de sécurité et de défense commune.
Fustigée par Donald Trump durant sa présidence des États-Unis (2017-2021) et par Emmanuel Macron lors de son premier mandat de président de la République française (2017-2022), la pertinence de l'OTAN se révèle à nouveau depuis 2022 en raison de l'invasion de l'Ukraine par la Russie. Tout en évitant l'affrontement direct avec la Russie, l'Alliance soutient l'Ukraine diplomatiquement, matériellement par la livraison d'armes de plus en plus performantes, et en matière de renseignement. En réaction à l'invasion, la Finlande et la Suède adhérent à l'organisme de défense militaire commune, respectivement en avril 2023 et mars 2024, mettant ainsi fin à leur neutralité historique.
Le siège de l'OTAN, initialement situé à Londres puis à Paris (dans les locaux désormais occupés par l'université Paris-Dauphine - PSL), se trouve depuis 1966 dans le quartier bruxellois de Haren en Belgique, et son principal commandement militaire, le SHAPE, initialement installé en France à Louveciennes, se trouve aujourd'hui à Maisières, également en Belgique.

## Histoire

### Les années 1949-1991: débuts et développements de l'OTAN pendant la guerre froide

#### La nécessité d'une organisation permanente
Le Conseil de l'Atlantique nord (CAN) tient sa première session à Washington en septembre 1949 et jette les bases d'une organisation pour l'essentiel constituée de comités chargés de rechercher un consensus entre les membres sur les différents sujets politiques, techniques et militaires qui relèvent de sa compétence et de coordonner les plans de défense des pays membres. Il apparaît rapidement nécessaire de mettre en place une organisation permanente. En février 1952, le CAN en session à Lisbonne procède à une restructuration de l’Alliance qui devient une organisation permanente dont le siège est établi à Paris. Lord Ismay devient le premier secrétaire général de l'OTAN.
Une première Conférence des parlementaires de l’OTAN se tient à Paris en juillet 1955, devenue depuis novembre 1966 l’Assemblée parlementaire de l’OTAN.

#### L'organisation militaire intégrée

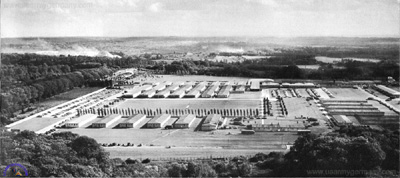
Louveciennes, au milieu des années 1960, quartier général de l'OTAN.

Le déclenchement de la guerre de Corée précipite les décisions : le 19 décembre 1950, le CAN nomme le général Dwight D. Eisenhower, qui jouit d'un prestige considérable acquis pendant la Seconde Guerre mondiale, commandant suprême des forces alliées en Europe (SACEUR). Le 2 avril 1951, le commandement allié en Europe devient opérationnel et le Grand Quartier général des puissances alliées en Europe (le SHAPE) s'établit à Rocquencourt, près de Paris. Les pays membres mettent à disposition des commandements de l'OTAN tout ou partie de leurs forces, dont elles continuent d'assurer directement le coût. Pour faire pièce à l'énorme supériorité, au moins en termes quantitatifs, des forces soviétiques conventionnelles, l'OTAN élabore dans les années 1950 des plans qui conduisent à une augmentation sensible des forces occidentales, quoique les objectifs affichés soient rarement atteints. La France en particulier dégarnit ses moyens militaires sur le front européen au profit des forces engagées dans la guerre d'Algérie. De même, les États-Unis réduisent leurs effectifs en Europe pendant la guerre du Vietnam.

#### La présence militaire des États-Unis en Europe
Les États-Unis déploient de nombreuses forces en Europe pendant toute la durée de la guerre froide, placées sous l'autorité du Commandement des forces des États-Unis en Europe (EUCOM), dont le général commandant est aussi le SACEUR. Numériquement la plus importante, sa composante terrestre est la 7e armée ; sa composante navale est la sixième flotte qui opère en mer Méditerranée ; la composante aérienne de l'USAFE comprend la 3rd Air Force (en) au Royaume-Uni, la 17th Air Force (en) basée en Allemagne de l'Ouest et la 16th Air Force (en) en Espagne, disposant dans les années 1960 d'environ 2 000 avions,,.
| (en milliers)                             | 1950 | 1951 | 1955 | 1960 | 1965 | 1970 | 1980 | 1990 | 1995 |
| ----------------------------------------- | ---- | ---- | ---- | ---- | ---- | ---- | ---- | ---- | ---- |
| Effectifs militaires américains en Europe | 120  | 250  | 413  | 340  | 340  | 255  | 304  | 287  | 107  |

Dans les années 1960, afin de réduire les effectifs présents sur le sol européen, les Américains y « prépositionnent » du matériel et se dotent de capacités de transport aérien leur permettant d'amener des États-Unis en Europe de gros effectifs en cas de crise. Pour démontrer leurs capacités, ils organisent d'importants exercices comme en 1963 l'opération Big Lift lors de laquelle 14 500 soldats américains sont acheminés par avion des États-Unis en Allemagne en 64 heures.
En 1957, 71 000 militaires américains sont stationnés en France. La France quitte le commandement intégré de l'OTAN en 1966, conduisant au déplacement vers d'autres pays membres des quelque 30 000 militaires américains encore présents sur le territoire français.

#### L'adhésion de la RFA
Dès 1950, les Américains veulent que la RFA contribue à sa propre défense et donc rejoigne l'Alliance. La France continue de craindre la résurgence d'un État allemand fort qui dominerait l'Europe, et s'oppose donc au réarmement allemand. Face à l'insistance américaine et aux impératifs économiques et financiers, la France prend l'initiative de créer une Communauté européenne de défense, la CED, dont la RFA serait membre, dans un cadre lui offrant plus de garanties. Un accord est trouvé après plus de deux années de négociations, mais le Parlement français rejette finalement la CED en août 1954. Dès lors, l'adhésion de la RFA à l'Alliance, devenue inévitable, se concrétise en mai 1955. Elle s'assortit d'un plan de réarmement visant à constituer en quelques années une armée, la Bundeswehr, forte de 495 000 hommes, devenue dans les années suivantes la composante la plus importante des forces conventionnelles de l'OTAN sur le front d'Europe centrale. En réaction immédiate, l'Union soviétique forme le pacte de Varsovie, alliance militaire avec sept de ses États satellites.
Durant la guerre froide, trois autres États rejoignent l'Alliance, la Grèce et la Turquie en 1952 pour en renforcer le flanc sud et l'Espagne de l'après-Franco en 1982, qui contribuait précédemment à l'OTAN par des accords bilatéraux avec les États-Unis.

#### Le face à face de l'OTAN et du pacte de Varsovie
Les deux alliances mobilisent des moyens militaires conventionnels considérables pendant toute la guerre froide. Le pacte de Varsovie jouit en la matière d'une supériorité numérique significative ; en termes qualitatifs, l'OTAN possède en revanche un avantage certain. Au début des années 1980, les forces armées des pays du pacte de Varsovie comptent environ 5,7 millions d'hommes, dont 4 millions face à l'OTAN ; les forces permanentes des pays de l'OTAN se composent de 4,4 millions d'hommes, dont quelque 2,6 millions stationnés en Europe. Les forces les plus importantes sont massées de part et d'autre de la frontière entre les deux Allemagnes : sur ce front, le « pacte » aligne 95 divisions, plus de 25 000 chars et 4 500 avions, tandis que l'OTAN compte 35 divisions équipées de 7 600 chars et 2 000 avions.

#### Le déploiement des armes nucléaires et leur doctrine d'emploi
Le nucléaire est au centre de l'histoire de l'OTAN. La dissuasion nucléaire est un axe dominant de la stratégie atlantique face à l'importante force conventionnelle du bloc de l'Est. Fondée essentiellement sur les armes nucléaires des États-Unis, elle constitue ce qui est communément appelé le parapluie nucléaire américain au bénéfice des Européens. Sa crédibilité fait l'objet de débats et de doutes tout au long de la guerre froide, notamment de la part de la France, mais aussi du Royaume-Uni, qui se dotent d'une force de dissuasion nucléaire en propre.

##### Le nucléaire stratégique
L'arme nucléaire ne fait pas tout de suite l'objet d'un déploiement opérationnel après les bombardements atomiques d'Hiroshima et de Nagasaki. La définition de sa doctrine d'emploi et la mise au point des vecteurs capables de la rendre employable dans des conditions opérationnelles aboutissent en 1954 avec le déploiement en Europe des premières armes nucléaires. Jusque-là seuls les Américains pouvaient agiter la menace de l'emploi des armes nucléaires, ce qui est fait lors du blocus de Berlin en 1948-1949 : des bombardiers stratégiques B-29 du Strategic Air Command sont dépêchés en Angleterre, geste purement politique, car ils ne sont pas équipés de bombes atomiques. Des bombes nucléaires complètes y sont stockées à partir de 1954, sans que les Britanniques obtiennent des Américains mieux qu'un engagement de concertation sur leur emploi.
De leur côté les Britanniques développent dans les années 1950 leurs propres capacités nucléaires. Kennedy est hostile au développement de forces nucléaires indépendantes par les pays européens. Sous la pression américaine, les Britanniques acceptent lors du sommet de Nassau en décembre 1962 de se fournir dorénavant auprès des États-Unis pour leurs armes stratégiques et de mettre l'ensemble de leurs moyens nucléaires à disposition de l'OTAN, mais ils conservent toutefois leur indépendance quant à la décision finale d'emploi,,. Depuis lors, le Royaume-Uni joue volontairement de l’ambiguïté quant à son degré d'indépendance concernant le choix des cibles potentielles de ses armes nucléaires, estimant qu'un second centre de décision améliore la dissuasion des Occidentaux en complexifiant singulièrement la tâche des stratèges soviétiques, selon la même logique d'indépendance que celle poursuivie par la France, qui se voit proposer d'entrer dans les accords de Nassau, ce que de Gaulle refuse en janvier 1963. Kennedy puis Johnson doivent aussi faire face à la pression des Allemands pour accéder au nucléaire et des autres membres de l'OTAN pour être mieux associés aux décisions relatives au « parapluie nucléaire ». Aussi les Américains poursuivent-ils leur projet de force nucléaire multilatérale (en) (MLF) au sein de l'OTAN, évoqué pour la première fois fin 1960 lors d'une réunion du CAN, sans réussir à créer un consensus sur ses modalités. En parallèle, se développent dans un cadre onusien les négociations relatives au contrôle de la prolifération nucléaire avec les Soviétiques qui ne veulent à aucun prix que l'Allemagne accède à l'arme nucléaire. La MLF est définitivement enterrée fin 1965, ce qui permet de débloquer les négociations relatives au TNP,.
Quoique les États-Unis possèdent pour encore plusieurs années une supériorité stratégique écrasante sur l'Union soviétique, le lancement de Spoutnik 1 en octobre 1957 par une fusée R-7 Semiorka utilisable comme missile nucléaire intercontinental marque symboliquement la fin d'une ère durant laquelle les Européens se sentaient couverts par la doctrine américaine des représailles nucléaires massives, rendue crédible par la présence de soldats américains sur leur sol, exposés à une éventuelle attaque soviétique. Les années 1960 voient donc se développer un débat sur la crédibilité du parapluie nucléaire américain et sur la révision par les États-Unis de leur stratégie de représailles massives au profit de celle de la réponse flexible assortie du renforcement des forces conventionnelles que McNamara propose à l'OTAN, notamment lors d'une réunion du CAN le 5 mai 1962 à Athènes. Les pays européens de l'OTAN sont plutôt réticents pour plusieurs raisons : d'une part le renforcement de leurs forces conventionnelles risque d'illustrer aux yeux des Soviétiques le peu de détermination des Occidentaux à utiliser l'arme nucléaire, d'autre part le partage des tâches proposé aboutit à laisser le contrôle de tout le nucléaire entre les mains des Américains et à cantonner les Européens dans un rôle secondaire tout en exigeant d'eux un effort de financement de la défense considérable voire irréaliste. À la faveur du départ de la France de l'organisation militaire intégrée et d'un accord sur le niveau de forces conventionnelles requis, un consensus s'établit en décembre 1967 sur l'adoption par l'OTAN d'un nouveau concept stratégique intégrant la doctrine de réponse flexible.
Une adaptation de l'organisation de l'OTAN est rendue nécessaire par le départ de la France de l'organisation militaire intégrée ; le groupe des plans nucléaires (NPG) est alors créé en décembre 1966 pour permettre un processus de consultation sur la doctrine nucléaire au sein de l'OTAN, sans la France,
En 1974, la déclaration du CAN sur les relations atlantiques acte que les forces nucléaires de la France et du Royaume-Uni sont en mesure de jouer un rôle dissuasif propre qui contribue au renforcement global de la dissuasion de l'Alliance.

##### Le nucléaire intermédiaire et tactique

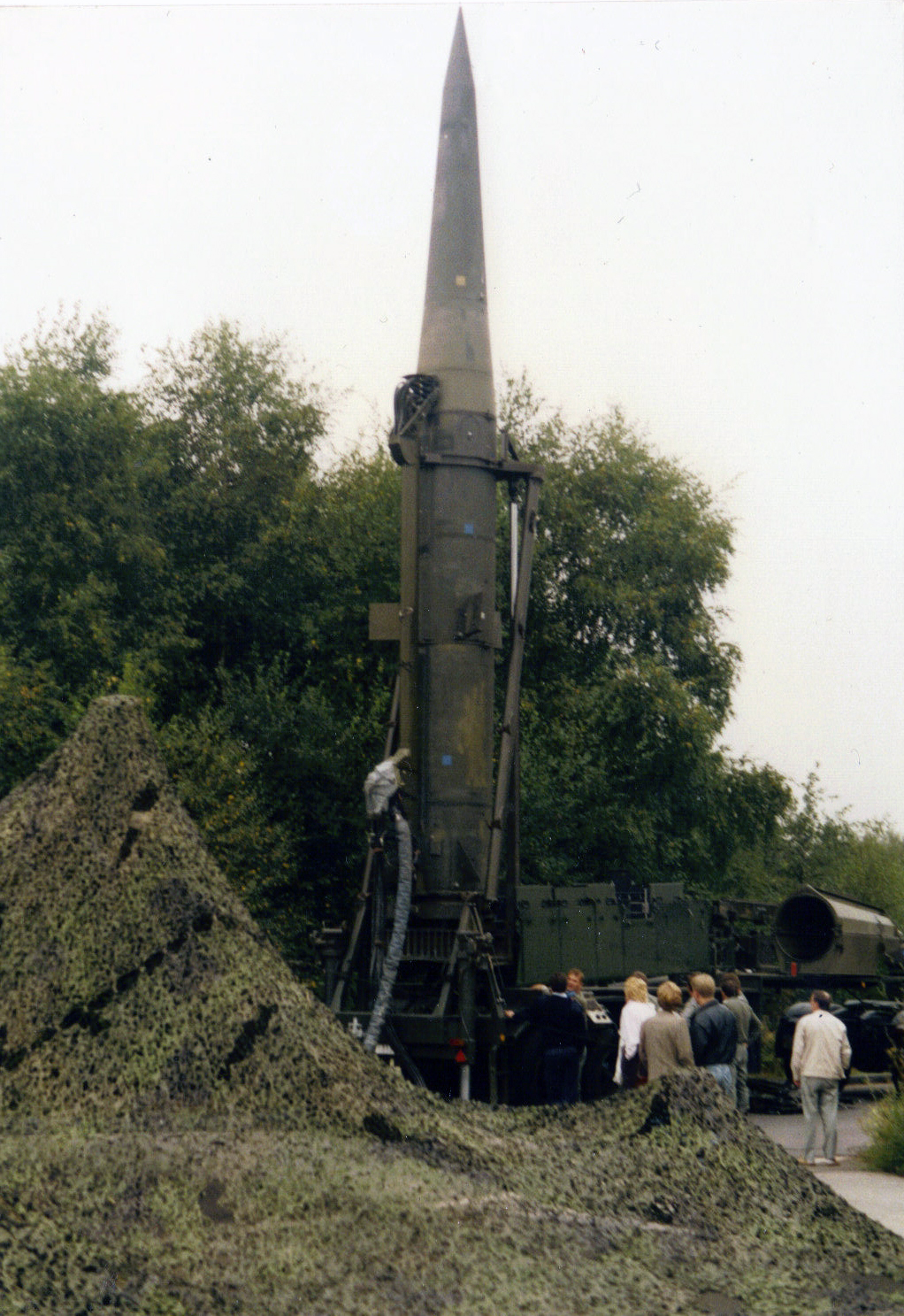
Missile Pershing 1A de la FKG 2 (escadre de missiles sol-sol) de l'Armée de l'air allemande en 1989. Les vecteurs sont nationaux mais l'ogive est alors américaine et le partage nucléaire est sous double clé. Toutes les armes nucléaires tactiques des États-Unis tirées depuis des lanceurs terrestres et navals ont été retirées du service en 1991.

Le déploiement de missiles de portée intermédiaire et d'armes nucléaires tactiques commence en 1955 en Allemagne de l'Ouest, en 1957 en Italie et en 1958 en France,,. Le déploiement s'accélère dans les années 1960, le pic est atteint en 1971 avec 7 300 munitions nucléaires pour tous les types de vecteurs nucléaires disponibles (obus, missiles sol-sol et sol-air, charges de profondeur, etc.) stockées dans sept pays de l'OTAN. Poursuivant une politique d'association plus importante des forces armées non américaines de l'OTAN à la dissuasion nucléaire à partir du début des années 1960, environ 35 à 40 % de ces armes sont gérées par des forces non américaines, sous « double clé » en partage nucléaire avec les États-Unis, équipées de dispositif de sécurité et d'armement. En raison de sa position en première ligne, l'Allemagne de l'Ouest accueille une proportion très importante de ces armes nucléaires tactiques. À la fin des années 1970 et dans les années 1980, des retraits successifs ramènent leur nombre à moins de 4 000 armes lorsque le bloc de l'Est s'effondre en 1990/1991 et à 480 armes en 1995, ces dernières étant désormais exclusivement des bombes B61 larguées par avion,,,.
| Année                   | 1955 | 1960 | 1965 | 1970 | 1975 | 1980 | 1985 | 1990 | 1995 |
| ----------------------- | ---- | ---- | ---- | ---- | ---- | ---- | ---- | ---- | ---- |
| Nombre têtes nucléaires | 100  | 3000 | 6200 | 7300 | 7000 | 5900 | 4500 | 4000 | 480  |

Nucléaire intermédiaire : l'introduction de nouveaux missiles de portée intermédiaire SS-20 par les Soviétiques à la fin des années 1970, dans un contexte général de guerre fraîche entre l'Est et l'Ouest après plus d'une décennie de détente, est à l'origine de la crise des euromissiles. Le 12 décembre 1979, les ministres des Affaires étrangères et de la Défense de l’OTAN prennent une « double » décision qui combine le déploiement en Europe de missiles MGM-31 Pershing et BGM-109G Gryphon américains, et un effort parallèle et complémentaire de maîtrise des armements avec les Soviétiques, visant à éviter que de tels déploiements s’avèrent nécessaires. Mitterrand appuie fortement cette décision. Les déploiements vont commencer, mais un accord d'élimination complète de ces missiles de portée intermédiaire, le traité INF, intervient fin 1987.
Nucléaire tactique : L'OTAN rencontre de grandes difficultés pour définir une doctrine d'emploi des armes tactiques qui fasse consensus, ne serait-ce que par crainte des énormes destructions et pertes humaines qu'elles pourraient engendrer sur le sol même des pays européens membres de l'OTAN, au premier rang desquels l'Allemagne de l'Ouest. Aussi l'OTAN réduit-elle fortement dans les années 1980 ses stocks d'armes tactiques, de manière unilatérale, même en plein bras de fer avec Moscou sur les missiles de portée intermédiaire. En mai 1990, le président George H. W. Bush annonce l’annulation des programmes de modernisation des obus d’artillerie nucléaire déployés en Europe et du successeur du missile nucléaire à courte portée Lance. Il souhaite que des négociations sur les missiles nucléaires à courte portée des États-Unis et de l’Union soviétique commencent peu après la signature d’un traité sur les forces conventionnelles en Europe (FCE),.

#### Le départ de la France de l'organisation militaire intégrée

Carte des bases de l'OTAN en France avant le retrait de la France du commandement militaire intégré en 1966.

Les relations entre la France et l'OTAN ont toujours été complexes : d'un côté la France a fortement poussé à la fondation de l'Alliance atlantique, à l'implication directe des États-Unis dans la défense de l'Europe et a bénéficié d'aides économiques et militaires importantes des États-Unis pendant toute la IVe République ; d'un autre côté, l'OTAN a peu ou pas pris en compte les intérêts de la France, notamment en Indochine et en Algérie, et surtout a généré un sentiment d'impuissance du pays face à l'hégémonie américaine au sein de l'Organisation, et suscité une envie d'indépendance nationale plus forte. Avec le retour au pouvoir de Charles de Gaulle, à la faveur de la crise de mai 1958, la nouvelle politique étrangère d'indépendance provoque de vives tensions au sujet de l'OTAN et de la force de dissuasion nucléaire française entre la France et les États-Unis.
Le 17 septembre 1958, de Gaulle envoie un mémorandum au président américain Dwight Eisenhower et au Premier ministre britannique Harold Macmillan, dans lequel il demande la création d'un directorat tripartite de l'OTAN. Ni les Américains ni les autres membres de l'OTAN ne veulent donner satisfaction à la France. Bien que lors de la crise de Berlin et de la crise des missiles de Cuba, Paris montre sa solidarité atlantique, de Gaulle demeure convaincu de la nocivité de la bipolarisation des relations internationales autour des blocs de l'Ouest et de l'Est et du risque pour la France de s'en remettre pour sa sécurité au seul parapluie nucléaire américain. En juin 1959, contrairement aux autres pays membres de l'OTAN, la France s'oppose à l'installation sur le territoire français d'armes nucléaires américaines, faute d'avoir le contrôle de leur emploi.
Le 9 septembre 1965, de Gaulle annonce lors d'une conférence de presse le retrait du commandement intégré de l'OTAN au plus tard pour 1969. Cette décision est confirmée par une lettre adressée au président américain, Lyndon B. Johnson, le 7 mars 1966, l'informant que, si la France envisage de rester partie au Traité de Washington, elle « se propose de recouvrer sur son territoire l'entier exercice de sa souveraineté (…), de cesser sa participation aux commandements « intégrés » et de ne plus mettre de forces à la disposition de l'OTAN »,. La France demeure toutefois membre de l'Alliance atlantique : un échange de lettres avec la RFA règle la question du maintien des forces françaises en Allemagne (FFA), et un accord est conclu en 1967 entre les généraux Ailleret et Lemnitzer (SACEUR) qui définit le rôle des forces armées françaises en coopération avec l'OTAN en cas de conflit ouvert entre les deux blocs.
Le siège de l'OTAN quitte alors Paris pour Bruxelles en décembre 1966 pour le centre du terrain de l'ancien aérodrome de Haren (surnommé abusivement du nom de la commune voisine d'Evere). Le SHAPE (« Grand Quartier général des puissances alliées en Europe ») est transféré le 16 octobre 1967 de Rocquencourt, près de Paris, à Casteau, près de Mons en Belgique, dans les locaux d'une ancienne infrastructure militaire belge. Le Quartier général des forces alliées en Europe centrale (AFCENT), actuellement (Allied Joint Force Command Brunssum), est transféré de Fontainebleau à Brunssum aux Pays-Bas dans une ancienne mine de charbon. Celui des forces aériennes en Europe centrale (AAFCE (en)), actuellement (AIRCENT), est transféré de Fontainebleau à Ramstein en Allemagne. Celui des forces terrestres en Europe centrale (LANDCENT), dénommé par la suite Quartier général des forces alliées à Heidelberg et clôturé en 2013, est transféré de Fontainebleau à Heidelberg.

#### La dimension politique
Les premières années de l'OTAN sont dominées par les considérations de défense, toutefois sa dimension politique se traduit par la réaffirmation périodique de la solidarité atlantique. Le 13 décembre 1956, le CAN approuve les recommandations contenues dans le « rapport du Comité des Trois sur la coopération non militaire au sein de l’OTAN ». Les chefs d'État et de gouvernement réunis à Paris du 16 au 19 décembre 1957 pour un premier sommet de l'OTAN réaffirment les principes et les buts de l’Alliance atlantique.
Les limites du rôle politique de l'Alliance sont toutefois mises en évidence durant la période de fortes tensions de la guerre froide de 1958 à 1963 où les décisions les plus importantes sont prises par les États-Unis, parfois en y associant les Britanniques et les Français en particulier sur la question de Berlin, les autres membres de l'OTAN étant le plus souvent simplement informés. Par exemple, lors de sa session de décembre 1958, le CAN « s’associe aux vues exprimées par les États-Unis, la France et le Royaume-Uni au sujet de Berlin et du droit des Occidentaux d’y demeurer ».
Les Européens font entendre leur voix en faveur de la détente et le 14 décembre 1967 le CAN approuve le rapport Harmel sur les futures tâches de l’Alliance. Pour Pierre Harmel, ministre belge des Affaires extérieures, les pays individuels de l'OTAN ont le droit d'établir et d'entretenir des contacts bilatéraux avec « l'autre côté ». Une telle approche n'est nullement contraire à la loyauté à l'Alliance occidentale, laquelle doit maintenir sa force de frappe militaire. Le renoncement à l'ancien modèle conflictuel et la croyance à une détente durable sont des éléments neufs et témoignent d'une conscience européenne grandissante. L'approbation du rapport Harmel par le conseil de l'OTAN est un jalon important dans les relations Est-Ouest. C'est ainsi qu'à partir de 1969 l’Ostpolitik de rapprochement avec l'Est menée par Willy Brandt, chancelier de la RFA, jette les bases de la normalisation qui se concrétisera par la démolition du mur de Berlin vingt ans plus tard.

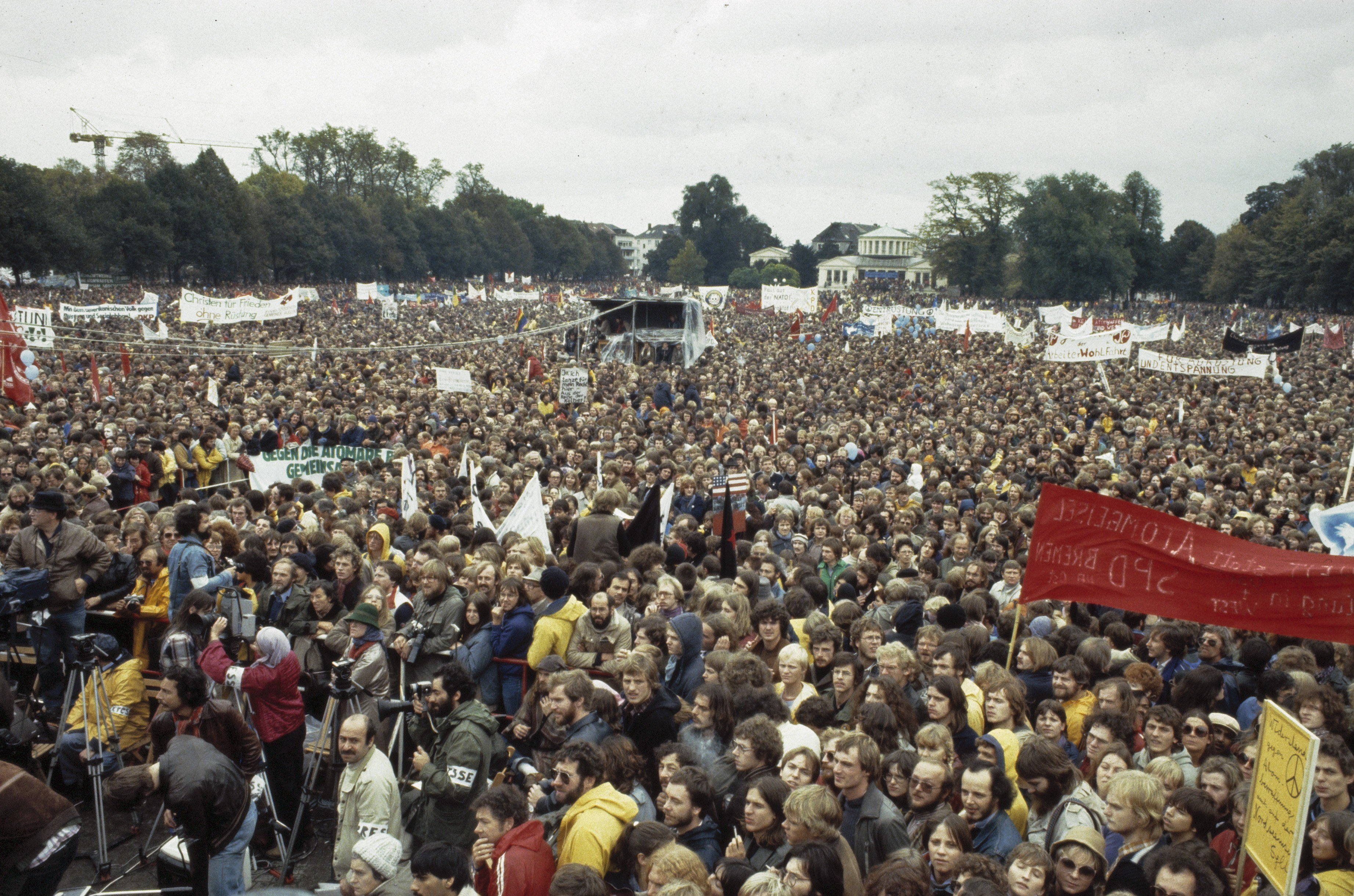
Manifestation contre les missiles nucléaires en République fédérale d'Allemagne en 1981.

En mai 1972 au cours d'une session ministérielle du CAN à Bonn, les ministres décident d’entreprendre des négociations multilatérales liées aux préparatifs d’une Conférence sur la sécurité et la coopération en Europe (CSCE). Les pays qui font partie de la structure militaire intégrée de l’OTAN proposent de tenir des entretiens exploratoires multilatéraux sur des réductions mutuelles et équilibrées de forces (MBFR). À la suite du coup d'État de 1974 à Chypre, l'OTAN demande le retrait des officiers grecs. La Grèce quitte les structures militaires de l'Alliance le 14 août 1974 à la suite de l'invasion turque de Chypre, elle réintègre ceux-ci le 20 octobre 1980 après la levée du véto turc.
Le 26 juin 1974, réunis à Bruxelles pour un deuxième sommet, les chefs de gouvernement des pays de l’OTAN signent la « Déclaration sur les relations atlantiques ». L'habitude est prise de réunir beaucoup plus fréquemment les chefs d'État et de gouvernement des pays membres de l'OTAN : dix sommets se tiennent de 1974 à 1991, année de la fin de la guerre froide.
Le 17 février 1987 s'ouvrent à Vienne des discussions entre les pays de l’OTAN et les pays signataires du pacte de Varsovie relatives aux modalités de conduite des négociations sur les forces conventionnelles en Europe.

### Les années 1990: l'Alliance assure sa pérennité
La fin de la guerre froide en 1991, consécutive à la chute du mur de Berlin en 1989, à l'écroulement de l'URSS et à la dissolution du pacte de Varsovie, l'adversaire « naturel » de l'Alliance atlantique, pose la question du devenir de l'Alliance : selon les critères habituels des relations internationales, elle aurait dû disparaître faute d'adversaire, mais elle va réussir à assurer sa pérennité grâce à la solidité du lien qui unit ses membres, à la crainte de la plupart des Européens de devoir assurer leur sécurité sans les États-Unis et en se trouvant très rapidement de nouvelles missions.

#### La décision de conserver l'Alliance
Les États-Unis et les Européens souhaitent que l'Alliance atlantique demeure le pilier de la sécurité en Europe dans une vision atlantique. George H. W. Bush rencontre François Mitterrand par deux fois pour tenter d'en définir le nouveau modèle de fonctionnement,,. Les deux présidents sont d'accord sur la nécessité de pérenniser l'Alliance et de la transformer en profondeur à cet effet, mais peinent à trouver un terrain d'entente sur les modalités précises,,. Le Royaume-Uni milite aussi très activement pour le maintien de l'Alliance, parce qu'elle a fait ses preuves, permet des économies d'échelle et évite que l'Allemagne ne se retrouve en position d'hégémonie en Europe.
Le sommet de l'OTAN qui se tient à Londres les 5 et 6 juillet 1990 prend acte de la fin de la guerre froide, de la réunification de l'Allemagne et du rôle que peut jouer à l'avenir une Alliance atlantique rénovée. Mitterrand déclare que « l'heure est venue d'établir en Europe où tous et chacun sont intéressés à la sécurité de ce continent, de nouvelles relations. Il me semble que l'OTAN en s'adaptant, peut jouer un rôle très utile dans cette évolution »,,.
La guerre du Golfe d'août 1990 à février 1991 favorise le maintien de la cohésion occidentale durant cette période chaotique en Europe et au Moyen-Orient, et contribue au rapprochement franco-américain ; mais la France paie le prix de sa quasi-absence des structures de l'OTAN depuis 1966 et voit son influence demeurer faible sur les choix que vont faire adopter les Américains et les Anglais,.
Au sommet de Rome en novembre 1991, l'OTAN définit un nouveau concept stratégique et multiplie les ouvertures vers les pays d'Europe centrale, sans pour autant ouvrir la porte de leur adhésion à l'OTAN. Il s'agit aussi de ménager Moscou et de tenter d'établir de bonnes relations avec la fédération de Russie qui se substitue à l'Union soviétique fin 1991. Les dirigeants de l'Alliance jouent la carte d'une approche multilatérale de la sécurité en Europe, autour de l'Alliance, de la CSCE et de l'Union européenne en voie de se doter d'institutions compétentes en matière de politique étrangère, de sécurité et, à plus long terme, de défense. Ils prennent aussi soin de rappeler que cette sécurité dépend de l'engagement des États-Unis et que l'OTAN est la seule alliance militaire à disposer d'engagements contractuels entre ses membres et d'un potentiel militaire commun pour l'action aussi bien que pour la consultation. François Mitterrand continue d'apporter le soutien de la France au maintien de l'Alliance et à une nouvelle définition stratégique de son rôle au motif que la disparition du bloc soviétique ne signifie pas la fin de tous les périls. Mitterrand prend toutefois ses distances avec l'exercice d'un rôle politique par l'Alliance, qu'il réserve à chaque pays et à l'Union européenne selon les dispositions du traité de Maastricht,,,,,.

#### L'intégration de l'Allemagne réunifiée
Gorbatchev et Kohl se mettent d'accord le 16 juillet 1990 pour que l'Allemagne réunifiée fasse partie de l'OTAN et, en contrepartie, confirme son renoncement à l'arme nucléaire, levant ainsi les derniers obstacles à la réunification de l'Allemagne qui intervient formellement le 3 octobre 1990 par incorporation des Länder de l'ex-RDA. L'accord prévoit aussi qu'aucune troupe de l'OTAN ne sera stationnée sur le territoire de l'ex-RDA, aussi longtemps qu'y seront des troupes soviétiques ; les Russes s'engagent à ce que leurs troupes quittent le territoire allemand dans un délai de trois ou quatre ans au maximum ; au-delà de cette période, les forces intégrées de l'OTAN pourront y stationner à condition de ne pas avoir de porteurs nucléaires. Enfin, l'Allemagne réunifiée s'engage à ramener à 370 000 hommes ses forces armées, fortes en 1990 de 545 000 hommes en RFA et 170 000 en ex-RDA.
Parallèlement, les négociations dites « 2+4 » entre les quatre puissances occupantes de l'Allemagne, la RFA et la RDA aboutissent à un accord sur la reconnaissance par toutes les parties des frontières issues de la Seconde Guerre mondiale, en particulier celle entre la Pologne et l'Allemagne réunifiée,.

#### Les relations avec la Russie et l'élargissement de l'Alliance

Les pays européens membres de l'OTAN et son élargissement depuis 1949.

La question de l'élargissement est au cœur des débats géopolitiques de l'Alliance depuis 1990,.
Dans le contexte de la désintégration de l'Union soviétique fin 1991, l'Alliance ne veut cependant pas ignorer le souhait des pays d’Europe centrale et orientale (PECO) de recevoir une assurance de sécurité absolue envers la Russie voisine : lors du sommet de Rome, elle propose d'établir des relations plus institutionnelles de consultation et de coopération sur des questions politiques et de sécurité avec ces pays et les invite à se joindre aux ministres des Affaires étrangères à Bruxelles en décembre 1991 afin de mettre en place le Conseil de partenariat euro-atlantique (CCNA), premier jalon du processus d'élargissement. Cette instance de dialogue et de coopération, conçue pour mettre un point final à la guerre froide en Europe, n'est aux yeux de la plupart des PECO qu'un succédané, loin de répondre à leur demande d'intégration dans l'OTAN afin de pouvoir bénéficier d'une garantie réelle de sécurité, engageant les États-Unis, bien supérieure à ce que les seuls Européens pourraient leur apporter dans ce domaine.
Le nouveau gouvernement de Bill Clinton hésite et gagne du temps par la mise en place du Partenariat pour la paix (PPP) en janvier 1994 à l'occasion du sommet de Bruxelles, qui propose à la Russie et aux PECO un accord-cadre bilatéral de coopération militaire, adaptable au cas par cas, mais qui ne constitue pas une garantie de sécurité. Boris Eltsine met en garde les Occidentaux contre de nouvelles adhésions à l'OTAN que réclament plusieurs pays d'Europe centrale et orientale, en réaffirmant qu'un tel élargissement pourrait provoquer une « déstabilisation politique et militaire ». Sans enthousiasme, la plupart des pays concernés adhèrent au PPP, et la Russie elle-même y souscrit le 22 juin 1994, bien qu'elle ne bénéficie pas d'un statut privilégié qu'elle appelait de ses vœux afin de continuer d'être reconnue comme une grande puissance, légitime à bénéficier d'une zone d'influence, la protégeant à ses frontières comme en son temps l'URSS.
C'est finalement en 1995 que l'Alliance décide d'entamer concrètement le processus d'adhésion, en commençant par conduire une étude détaillée des conditions et modalités des futures adhésions, en ouvrant des discussions bilatérales en 1996 avec les pays candidats et en menant de longues négociations avec la Russie. La solution finalement adoptée en 1997 consiste à conclure d'une part un accord privilégié avec la Russie, sous la forme de l'Acte fondateur entre l'OTAN et la Russie, et d'autre part à accepter en décembre 1997 les demandes d'adhésion de la Pologne, de la Hongrie et de la République tchèque. En parallèle, l’ancien Conseil de coopération nord-atlantique est remplacé par le Conseil de partenariat euro-atlantique, institution qui unifie la gouvernance mise en place par le CCNA et le PPP et offre à chaque partenaire une grande flexibilité dans le choix de son niveau de coopération avec l'OTAN. Le Partenariat pour la Paix est également renforcé : l'accent est mis sur la consultation politique et l'accroissement du rôle des Partenaires dans la prise de décisions opérationnelles : à ce double effet, les Partenaires ont la faculté d'établir des missions diplomatiques auprès de l'OTAN, et d'intégrer du personnel à la structure de commandement de l'OTAN.
Au terme des procédures de ratification, ces trois anciens pays satellites de l'URSS deviennent membres de l'OTAN en mars 1999. Une pause est ensuite observée dans l'élargissement de l'Alliance qui tourne pour un temps son attention vers une adaptation de sa stratégie et de ses missions pour faire face aux nouvelles menaces — notamment terroristes — à l'aube des années 2000. En complément de sa politique d'élargissement, qui ne peut concerner que des pays d'Europe selon ses statuts, l'Alliance développe des partenariats avec d'autres pays : en 1994, elle lance le dialogue méditerranéen, initiative de coopération entre l'OTAN et sept pays de la rive sud de la Méditerranée, dont Israël et l'Égypte.

#### La coopération entre l'OTAN et la Russie: l'Acte fondateur de 1997
« L’Acte fondateur sur les relations, la coopération et la sécurité mutuelles entre l'OTAN et la fédération de Russie », signé à Paris le 27 mai 1997, crée le Conseil conjoint permanent OTAN-Russie qui est chargé de mettre en œuvre les consultations et coopérations dans les domaines prévus dans cet Acte et rappelle quelques principes tels que le respect de la souveraineté et de l’indépendance nationale, de l’intégrité territoriale, le règlement pacifique des différends, le droit pour chaque État de choisir ses moyens pour assurer sa Défense nationale.
L'Acte stipule également que « les dispositions du présent Acte ne donnent ni à l'OTAN ni à la Russie (…) un droit de veto sur les actions de l'autre partie », ce qui entre les lignes inclut l'élargissement de l'OTAN à de nouveaux membres à part entière, et ce d'autant plus clairement que, par cet Acte, les membres de l'OTAN « réitèrent qu'ils n'ont aucune intention, aucun projet et aucune raison de déployer des armes nucléaires sur le territoire de nouveaux membres ». Enfin, l'Acte développe en détail l'engagement des deux parties à parvenir à un accord sur l'adaptation du traité FCE de 1990 au nouveau contexte de sécurité en Europe.
L'opposition de la Russie à l'élargissement de l'OTAN demeure malgré tout très forte : le ministre russe des Affaires étrangères, Ievgueni Primakov, déclare en juillet 1997 que l'élargissement de l'OTAN est une « faute majeure, peut-être la plus grosse depuis la fin de la Seconde Guerre mondiale », tout en appelant à la bonne application de l'Acte fondateur.
Toujours à la recherche d'une politique d'équilibre entre les différentes parties en Europe de l'Est, l'OTAN signe également en mai 1997 une charte de partenariat avec l'Ukraine, souhaitée par les dirigeants ukrainiens pour faire pendant à l'Acte fondateur des relations OTAN-Russie. Cette charte n'en a cependant pas l'ampleur, car elle ne donne pas à l'Ukraine un statut particulier comparable à celui de la Russie dans le dialogue sur la sécurité avec les Occidentaux.

#### La France se rapproche de l'OTAN
La France se montre active dans la définition de l'avenir de l'Alliance au lendemain de la guerre froide, et surtout elle participe aux opérations militaires de l'OTAN en ex-Yougoslavie lors de la guerre en Bosnie, en 1993, ce qui lui fait prendre conscience de la nécessité de se coordonner étroitement avec les autres forces de l'OTAN présentes et ce d'autant plus que les Européens n'ont pas les moyens de se passer du support, aérien et logistique notamment, des Américains. Mitterrand accepte tacitement cette situation mais ne souhaite pas toucher au dogme gaulliste de l'indépendance de la France, ce pour quoi Chirac a davantage de légitimité en raison de sa forte filiation gaulliste revendiquée. En décembre 1995, il décide que la France réintègre le Comité militaire et que de nombreux officiers français participent dorénavant aux instances de l'OTAN. Toutefois, ses efforts pour obtenir un rôle majeur pour la France ne sont pas couronnés de succès, Washington refusant de confier le commandement sud de l'OTAN, à Naples, à la France. La cohabitation de 1997 à 2002 avec Lionel Jospin bloque le processus. Ces négociations marquent le début d'une évolution de la politique française héritée du gaullisme.

#### La réduction drastique des dépenses militaires

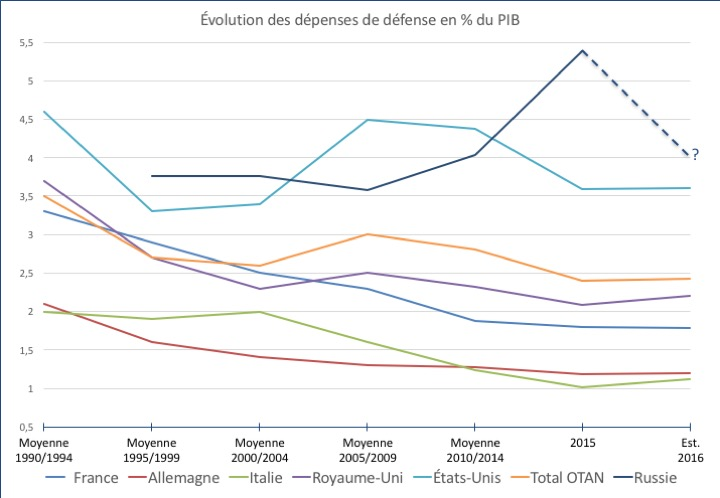
Ce graphique montre une baisse quasi constante des dépenses de défense des pays européens, avec une tendance à la stabilisation. Les données 2016 pour la Russie diffèrent d'une source à l'autre, mais toutes prévoient une baisse sensible par rapport à 2015 (données publiées par l'OTAN pour les pays membres et par le SIPRI pour la Russie).

Les années 1990 sont celles d'une certaine euphorie dans les relations internationales qui se traduit par une chute des budgets consacrés à la Défense. Entre 1990 et 2000, la part des dépenses de défense dans le PIB des quatre plus grandes nations européennes passe de 3,15 % à 2,18 %, soit une baisse de presque un tiers ; pour les États-Unis, la baisse est encore plus importante, les dépenses passant sur la même période de 5,6 % à 3,1 % du PIB, soit une chute de 45 %.
La disparition de la menace aux frontières de l'est de l'Europe entraîne le retrait de la majeure partie des forces de combats étrangères stationnées en Allemagne durant la guerre froide. Les FFA sont dissoutes en 1993, puis après le rapatriement en France de la 1re division blindée courant 1999, il ne reste plus outre-Rhin que l'état-major, deux régiments et un bataillon des services de la brigade franco-allemande (relevant de l'Eurocorps), soit 3 300 Français, et un groupe de chasseurs, soit 1 100 hommes, en garnison à Sarrebourg. Toujours en 1999, les Américains, Belges, Britanniques, Italiens et Néerlandais ne déploient plus en Allemagne que quelque 110 000 hommes au total.
Le format de l'Armée française est réduit de 548 000 hommes en 1990 à 394 000 hommes en 2000. L'Armée belge passe elle de 106 000 hommes en 1990 à 35 668 au 1er janvier 2010. Au Royaume-Uni, la Royal Navy qui en 1989 représentait 589 000 tonnes, dont 153 bâtiments de combat, chacun d'un tonnage supérieur à 2 000 tonnes était tombé au 1er janvier 2006 à 470 500 tonnes (le gros du tonnage étant assuré par les navires de soutien), dont seulement 63 bâtiments de combat hauturiers.

#### Les opérations militaires
Paradoxalement, l'OTAN entreprend ses premières opérations militaires après la fin de l'affrontement entre les deux blocs de l'Ouest et de l'Est. Elle intervient en Europe, mais en dehors des frontières de ses membres, ce qui constitue une interprétation large du traité d'origine. En 1999 toujours, l'OTAN engage ses forces dans sa première grande opération militaire, participant à la guerre du Kosovo en bombardant la Yougoslavie pendant onze semaines (du 24 mars au 10 juin 1999), lors de l'opération Allied Force. Cette opération est motivée par le massacre de Račak.

### Les années 2000: l'OTAN se transforme face aux dangers d'un monde instable

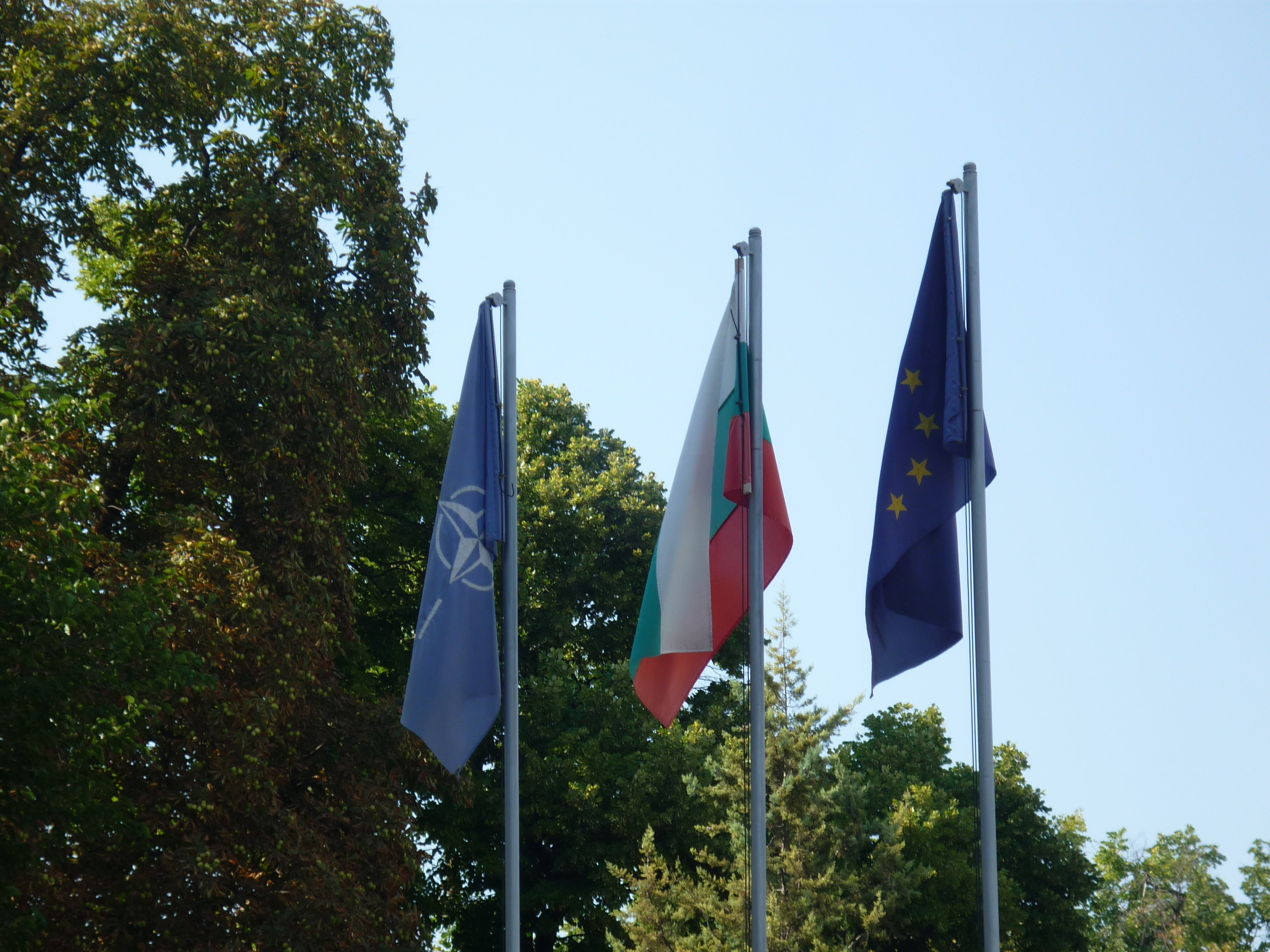
Les drapeaux de l'OTAN, de la Bulgarie, et de l'Union européenne, côte à côte devant le Club militaire de Plovdiv, en Bulgarie : symbole d'une adhésion multiple des anciens pays de l'Est aux alliances européennes.

Les attentats du 11 septembre 2001 et la déclaration, par le président George W. Bush, d'une « guerre contre le terrorisme », modifient la donne et font jouer à l'OTAN un nouveau rôle. Elle compte désormais s'engager dans cette « guerre » atypique, qui n'oppose pas un État contre un État, mais un groupe d'États à un réseau hétérogène d'organisations terroristes islamistes, souvent désignés, de façon métonymique, par le nom d'Al-Qaïda. L'islamisme remplace ainsi le communisme comme principale menace du « monde libre ». Cette situation va donc entraîner une nouvelle phase d'adaptation de l'OTAN à l'évolution de son environnement et des menaces auxquelles elle doit faire face. Le sommet de Prague en novembre 2002 prend une série de décisions : poursuite de l'élargissement de l'OTAN et développement des partenariats notamment avec l'Europe et avec la Russie, élargissement de la zone d'intervention au monde entier et des domaines de compétences en matière de renseignement ou à la cybersécurité, adaptation des moyens militaires, confirmation de l'engagement des pays membres à renforcer leurs capacités militaires. Ces orientations sont confirmées par les sommets suivants, qui se succèdent au rythme inhabituel d'un par an, à Istanbul en 2004, Bruxelles en 2005, Riga en 2006 puis Bucarest en 2008.

#### Les désaccords transatlantiques
Si un accord existe sur ces grandes orientations, les relations entre les Américains et, selon les cas, les Français ou un petit noyau de pays européens sont difficiles pendant le premier mandat de George W. Bush, en raison essentiellement de la décision américaine de passer outre sur la question irakienne, mais aussi du refus des Européens de faire évoluer l'Alliance vers une alliance globale, mondiale. En constituant des coalitions au cas par cas et hors du cadre de l'OTAN en Afghanistan et en Irak pour les deux guerres les plus importantes de la décennie, les États-Unis appliquent leur nouvelle doctrine « la mission détermine la coalition » déstabilisent l'Alliance et font passer l'OTAN au second plan. L'année 2003 est celle de la mésalliance atlantique et de prises de position fortement anti-européennes de plusieurs très hauts responsables américains. Pourtant l'Alliance atlantique demeure la seule institution permettant à l'Amérique de faire exister ce lien stratégique avec l'Europe auquel elle ne veut pas renoncer, et réciproquement le seul cadre crédible d'organisation de la sécurité de l'Europe.
Durant son second mandat toutefois un rapprochement s'opère à l'occasion des sommets de Bruxelles et de Riga spécifiquement organisés dans ce but. L'intérêt des États-Unis se porte pourtant de plus en plus vers l'Asie, et l'OTAN n'est plus aussi importante dans la politique américaine, d'autant que la participation des Européens aux opérations menées en Afghanistan demeure en dessous de leur attente.

#### Retour de la France dans le commandement intégré

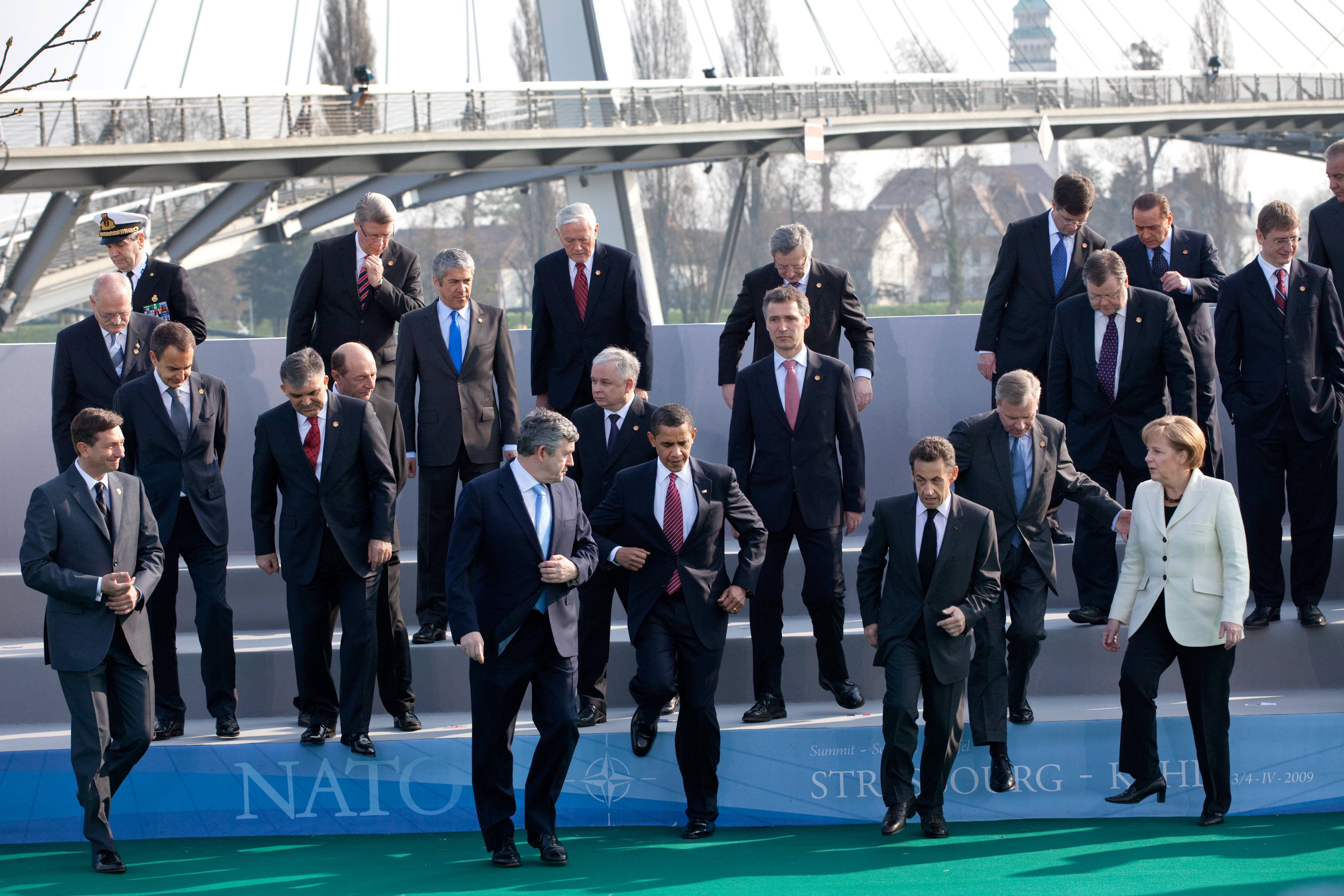
Les chefs d'État et de gouvernement lors du sommet de l'OTAN de 2009.

Plusieurs centaines de militaires français sont présents dans les commandements suprêmes, à Mons (Belgique) et à Norfolk (États-Unis). La France participe alors à toutes les opérations de l'OTAN (Kosovo en 1999 et Afghanistan). Elle est même le 4e contributeur de l'OTAN en termes de forces.
En juin 2008, à l'occasion de la présentation du Livre blanc sur la défense, Nicolas Sarkozy franchit l'ultime étape en confirmant le retour de la France dans le commandement intégré de l'OTAN, avec toutefois une restriction symboliquement importante : la France ne siégera pas au groupe des Plans nucléaires,. Ce retour s'accompagne de l'attribution à un officier général français d'un grand commandement militaire de l'OTAN.

#### Élargissement et partenariats
En décembre 2002, l'Union européenne (UE) signe avec l'OTAN un partenariat stratégique, l'Identité européenne de sécurité et de défense (IESD). Dans le même temps, l'OTAN prépare son élargissement concomitant avec celui de l'UE elle-même.
Le 29 mars 2004, l'Alliance accueille sept nouveaux pays, l'Estonie, la Lettonie, la Lituanie, la Bulgarie, la Roumanie, la Slovaquie et la Slovénie, portant ainsi à vingt-six le nombre de ses membres. Ce sont des États militairement peu puissants, mais trois d'entre eux, les pays baltes, sont d'anciennes républiques soviétiques, et les autres d'anciens États satellites du pouvoir soviétique, Slovénie exceptée. Ces États doivent réformer leur organisation militaire en profondeur, accepter les standards de l'OTAN, développer les « capacités politico-militaires afin de pouvoir intervenir sur des crises et conflits différents d'une agression armée classique »[réf. nécessaire].
À la suite des révolutions de couleur survenues en Géorgie (révolution des Roses) puis en Ukraine (révolution orange), ces deux autres anciens États soviétiques ont fait part de leur volonté d'adhérer à l'Alliance. Lors du sommet de Bucarest de 2008, la France et l'Allemagne, désireuses de ménager Moscou, s'opposent aux États-Unis qui y sont favorables ; le communiqué final réaffirme un accord de principe de l'Alliance, mais n'ouvre pas la porte du Plan d'action pour l'adhésion (MAP) à ces deux pays ce qui équivaut à un renvoi sine die de leur adhésion.
En avril 2009, à l'occasion du sommet de l'OTAN à Strasbourg et à Kehl, qui célèbre le 60e anniversaire de l'OTAN et voit d'importantes manifestations antimilitaristes et anticapitalistes[réf. nécessaire], est annoncée l'adhésion de l'Albanie et de la Croatie, ce qui porte le nombre d'États membres à vingt-huit.
Dans les années 2000, l'OTAN poursuit le développement d'initiatives de partenariats avec des pays hors d'Europe mais qui présentent à un titre ou à un autre un intérêt stratégique dans une vision élargie de la sécurité des membres de l'Alliance. L'Initiative de coopération d'Istanbul, lancée en 2004, s'adresse aux pays du golfe Persique. Des relations de coopération sont développées au cas par cas avec les pays suivants : Australie, Nouvelle-Zélande, Japon ou Corée du Sud, qui participent à la FIAS en Afghanistan.

#### Nouvelles adaptations de la stratégie NBC et antimissile
La dissuasion nucléaire : à la fin de la guerre froide, les États-Unis diminuèrent drastiquement le nombre de leurs armes nucléaires tactiques entreposées sur le sol des pays de l'OTAN en Europe, le ramenant de plusieurs milliers à quelques centaines ; dans les années 2000, il resterait entre 150 et 200 charges nucléaires B-61, entreposées dans cinq pays, l'Allemagne, la Belgique, l'Italie, les Pays-Bas et la Turquie, après le retrait de ces armes de Grèce en 2001 et du Royaume-Uni à partir de 2004. Les principales raisons du maintien des NSNW (Armes nucléaires non stratégiques) en Europe une fois la guerre froide terminée avaient été le souci de ne pas compromettre la cohésion et la solidarité entre Alliés et le besoin de maintenir une garantie nucléaire résiduelle. Les Russes conservent plusieurs milliers de ces armes, arguant de plusieurs facteurs de déséquilibre en leur défaveur, comme les forces nucléaires de la France et du Royaume-Uni, la supériorité conventionnelle des pays de l'OTAN et leur situation de quasi-encerclement par les pays de l'Alliance, aux portes de leurs frontières, ce qui n'est pas le cas des États-Unis,.
La protection contre les armes NBC : après l'accord, conclu au sommet de Prague en 2002, visant à renforcer les capacités de défense de l'Alliance contre les armes de destruction massive (ADM) et contre les menaces nucléaires, radiologiques, bactériologiques et chimiques (NRBC), l'OTAN met en place en 2003 et 2004 un bataillon multinational de défense NRBC et divers moyens de prévention, d'éducation et de lutte contre ces risques.
La défense antimissile : le concept stratégique de l'OTAN, actualisé lors du sommet de Washington pour le 50e anniversaire de l'Alliance en 1999, affirme la nécessité d'améliorer les moyens de défense de l'Alliance contre les risques et les menaces potentielles de prolifération des armes NBC et de leurs vecteurs, y compris par des travaux sur une défense antimissile,. Au sommet de Prague en 2002, les membres de l'Alliance se mettent d'accord pour mettre en place un dispositif OTAN antimissile de théâtre (ALTBMD) et décident de lancer une étude de faisabilité concernant la défense antimissile balistique territoriale. En 2003, le Conseil OTAN-Russie se saisit du sujet afin que soient évalués les niveaux possibles d’interopérabilité des systèmes antimissile de théâtre de l'OTAN et de la Russie. La mise en œuvre du dispositif OTAN antimissile de théâtre prend un tour concret en 2006 et aboutit à un premier déploiement opérationnel en 2010.
En parallèle, une orientation complémentaire est prise en 2008 lors du sommet de Bucarest visant à intégrer le système antimissile de l'OTAN et la composante européenne du système de défense antimissile de territoire des États-Unis (GMD) que les Américains souhaitent implanter en Pologne et en République tchèque. Face à l'hostilité de la Russie et aux réticences de plusieurs alliés européens au premier rang desquels la France, le président Obama abandonne ce projet en septembre 2009 au profit d'une nouvelle approche, dite EPAA, qui permet à la nouvelle administration américaine de renouer le dialogue avec la Russie sur ces questions de dissuasion nucléaire et de défense antimissile,.

#### Les hauts et les bas des relations avec la Russie

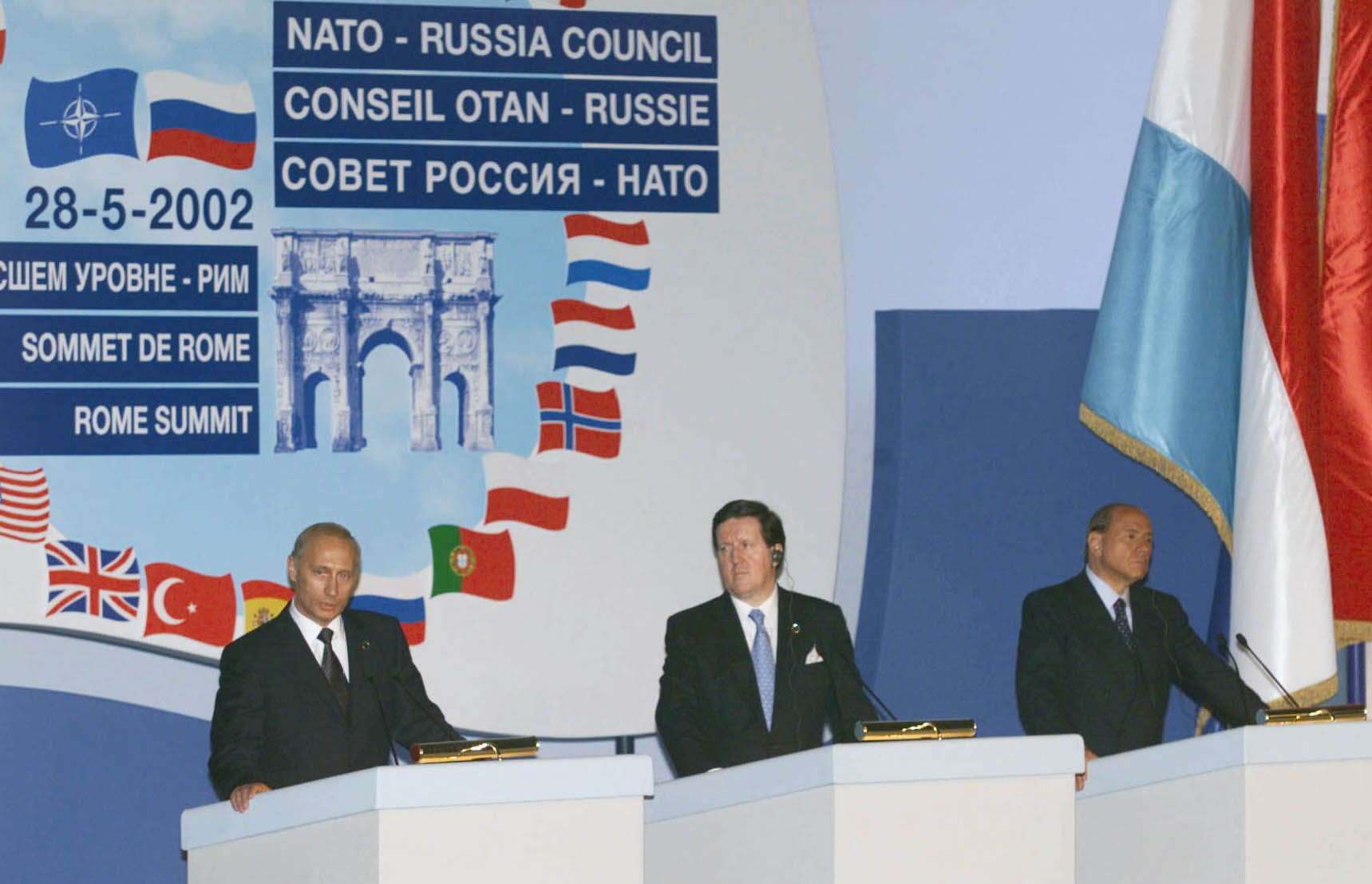
Conseil OTAN-Russie en 2002.

À la fin des années 1990, les relations entre l'OTAN et la Russie traversent une crise sous le double effet de la concrétisation de l'élargissement de l'OTAN et plus encore de l'intervention militaire de l'OTAN dans le conflit au Kosovo sans l'accord de la Russie. Début 2000, Vladimir Poutine succède à Eltsine à la tête de la Russie. Pragmatique, conscient des faiblesses de la Russie et de ce que l'Alliance est appelée à demeurer la principale alliance politico-militaire en Europe, il s'engage sur la voie de la normalisation des relations avec l'OTAN qui se conclut par la déclaration de Rome de mai 2002 relative à un partenariat stratégique entre les deux parties et à l'instauration du Conseil OTAN-Russie (COR),.
Cette relance des relations entre la Russie et l'OTAN intervient au moment où l'Alliance négocie activement la poursuite de son extension vers l'est de l'Europe et dans le Caucase, que la Russie continue de condamner à de nombreuses reprises durant toute la décennie. Ainsi, peu après le sommet de l'OTAN d'avril 2008 à Bucarest, Poutine déclare « qu'élargir l'OTAN, c'est ériger de nouveaux murs de Berlin ». Sergueï Lavrov estimant que l'OTAN s'étend « toujours plus près de la frontière russe », affirme que ce déploiement est « la source de tous les problèmes systémiques qui ont surgi dans les relations que la Russie entretient avec les États-Unis et l'Union européenne ».
Jugeant que la politique de l'Alliance menace ses intérêts géopolitiques et s'estimant en particulier visée par le projet de bouclier antimissile mis en place par les États-Unis, la Russie manifeste son mécontentement en suspendant le 12 décembre 2007 l'application sur le traité sur les forces conventionnelles en Europe (FCE), alors que George W. Bush avait dénoncé le traité ABM en juin 2002.
De 2002 à 2008, certaines coopérations concrètes se mettent en place : la Russie, par exemple, apporte une contribution dans les domaines de la logistique et de la formation aux actions de la FIAS en Afghanistan. L'action militaire menée par la Russie en Georgie en 2008 provoque une interruption de ces coopérations, dont la reprise est décidée lors du sommet tenu à Strasbourg-Kehl en avril 2009. Ces évènements témoignent aussi de ce que la Russie considère que l'adhésion de la Géorgie — comme de l'Ukraine — à l'Alliance atlantique constituerait un véritable casus belli.

#### Les interventions «hors zone» et l'Afghanistan
Les menaces continuent de s'éloigner de l'Europe au début des années 2000, avec la fin des conflits dans l'ex-Yougoslavie et une relation stabilisée avec la Russie. Les pays européens poursuivent donc la décroissance de leurs budgets et effectifs militaires commencée au début des années 1990. La France met fin au service militaire national. Il n'en est pas de même pour les États-Unis qui mènent durant cette décennie 2000 deux guerres majeures, en Afghanistan puis en Irak. Les effectifs des pays européens de l'OTAN diminuent de presque 600 000 hommes de 2000 à 2010, malgré l'arrivée de nouveaux membres depuis 1999. Le personnel civil et militaire passe de 2,5 % à 1,1 % de la population active entre 1990 et 2010.
|             | 1990  | 2000  | 2005  | 2010  | 2015  |
| ----------- | ----- | ----- | ----- | ----- | ----- |
| France      | 548   | 394   | 357   | 234   | 207   |
| Allemagne   | 545   | 319   | 246   | 246   | 180   |
| Italie      | 493   | 381   | 314   | 193   | 182   |
| Royaume-Uni | 308   | 218   | 201   | 198   | 163   |
| OTAN Europe | 3 508 | 2 966 | 2 400 | 2 095 | 1 822 |
| États-Unis  | 2 181 | 1 483 | 1 377 | 1 488 | 1 311 |
| Total OTAN  | 5 776 | 4 508 | 3 839 | 3 583 | 3 198 |

La question qui se pose alors aux Alliés est de savoir si, pour faire face à des menaces de moins en moins localisées au sein ou en bordure de ses frontières, l’OTAN doit ou non intervenir partout dans le monde. Les Alliés tranchent le débat, lors d’une réunion tenue à Reykjavik les 14 et 15 mai 2002, en décidant d’intervenir au-delà de la zone de responsabilité habituelle : l’engagement en Afghanistan à partir de 2003 est la conséquence de cette décision.
L’OTAN prend la direction de la Force internationale d’assistance à la sécurité (FIAS) en Afghanistan le 11 août 2003. Créée en vertu d'un mandat de l'ONU, la FIAS se trouve face à une mission longue et difficile qui mobilise des effectifs considérables. À partir de 2011, la responsabilité de la sécurité est progressivement transférée aux forces afghanes. Le processus de transition s'achève à la fin de l'année 2014, terme de la mission de la FIAS.

#### Réorganisation du commandement et création de la force de réaction rapide
Lors du sommet de Prague en 2002, l'OTAN crée une force de réaction rapide et réorganise ses structures de commandement autour du Commandement Opérations (ACO) et du Commandement Transformation (ACT). L'OTAN annonce que la force de réaction rapide est devenue pleinement opérationnelle à l'occasion du sommet de Riga en 2006. Elle consiste alors en une force interarmées (terre, air, mer) multinationale de 25 000 hommes, comprenant une brigade d'armée de terre, une force aéronavale et une composante aérienne capable d’effectuer 200 sorties de combat par jour. Elle peut être déployée en cinq jours et soutenir des opérations pendant 30 jours, ou davantage si elle est réapprovisionnée. Placée sous l’autorité du Commandant suprême des Forces alliées en Europe (SACEUR), elle est en mesure de mener toute la gamme des missions de l’Alliance, depuis les opérations de secours en cas de catastrophe ou de maintien de la paix jusqu’aux opérations de combat les plus intenses,.

### Les années 2010: regain des tensions en Europe et au sein de l'OTAN
Depuis le début des années 2010, le fait géopolitique majeur est pour l'Alliance le regain de tensions en Europe avec la réémergence de la Russie sur la scène internationale. L'OTAN est fragilisée par les critiques du président américain Donald Trump, qui demande aux Européens de contribuer davantage à leur défense, et par les initiatives nationalistes du président turc Recep Tayyip Erdoğan qui vont à l'encontre de l'unité de l'Alliance atlantique (achat de missiles S-400 russes, tensions avec la Grèce et échec des négociations concernant Chypre,, offensive en 2019 contre les Kurdes en Syrie). L'OTAN poursuit à petits pas son élargissement avec l'adhésion du Monténégro en 2017 et de la Macédoine du Nord en 2020.

#### Le nouveau concept stratégique et sa déclinaison budgétaire
Au sommet de Lisbonne fin 2010, l'Alliance adopte un nouveau concept stratégique, toujours actuel en 2016, qui :
- rappelle les principes fondamentaux de sécurité et défense collective sur lesquels l'Alliance est fondée : « Nous maintiendrons une combinaison appropriée de forces conventionnelles, nucléaires et de défense antimissile. La défense antimissile deviendra partie intégrante de notre posture générale de défense. Notre objectif est de renforcer la dissuasion en tant qu’un des éléments centraux de notre défense collective et de contribuer à la sécurité indivisible de l’Alliance. »[q] ;
- met principalement l'accent sur les menaces qui pèsent de manière croissante sur ses membres, telles que la prolifération des armes de destruction massive NBC et des missiles balistiques porteurs de ces armes, les cyberattaques et le terrorisme, la sécurité maritime et aérienne et sur les risques liés aux crises et conflits au-delà des frontières de l’OTAN[106],[107],[108] ;
- promeut le partenariat avec l'UE et appelle au renforcement des capacités militaires de l'Alliance.

Dans le contexte de la crise économique mondiale des années 2008 et suivantes, l'OTAN assure aussi son avenir en réduisant son train de vie dans ses organismes tant civils que militaires et en développant sa communication publique, par exemple en créant une chaîne de télévision (NATO TV Channel). D'importantes réformes de structure sont menées à bien dans les années 2010-2012 qui réduisent sensiblement les effectifs civils et militaires des organismes de l'OTAN. L'OTAN impulse aussi une initiative de « défense intelligente » qui vise à développer les coopérations multinationales afin de renforcer les capacités de défense des États européens par la recherche de synergies, d'économies d'échelle et d'évitement de doublons. L'Union européenne et l'OTAN développent également leur coopération institutionnelle dans un objectif de mise en cohérence de leurs plans d'action de renforcement des capacités de défense et de conduite d'opérations de gestion de crise.

#### Les développements opérationnels de la défense antimissile
Le programme ALTBMD de l'OTAN est opérationnel depuis 2011 dans une première version. Il dote l’OTAN d’une capacité de théâtre contre des missiles balistiques à courte portée. Seul le système de commandement et de contrôle est financé et développé en commun par l’Alliance afin d’intégrer et de rendre interopérable les systèmes de missiles de chacun des pays de l'OTAN qui y participent, dont la France.
Au sommet de Lisbonne, l'OTAN donne une place beaucoup plus considérable que par le passé à la défense antimissile (BMD), en affirmant que « le but d’une capacité de défense antimissile de l'OTAN est d’assurer la couverture totale et la protection de l'ensemble des populations, du territoire et des forces des pays européens de l’OTAN contre la menace croissante que représente la prolifération des missiles balistiques ». L'opportunité d'un tel accroissement du niveau d'ambition est fournie aux Européens par le programme « European Phased Adaptive Approach (EPAA) » américain qui leur apporte le bénéfice du système Aegis et ne laisse à leur charge que son interconnexion avec le système ALTBMD de l'OTAN. Les contributions américaines consistent notamment en un radar en Turquie, quatre navires dotés du système Aegis (déployés à partir de 2014 depuis la base navale espagnole de Rota), en un site Aegis Ashore en Roumanie (opérationnel depuis 2016). Un deuxième site américain Aegis Ashore est en cours de construction en Pologne.
À l'occasion du sommet de Varsovie en 2016, l'OTAN « déclare la capacité opérationnelle initiale de défense antimissile balistique (BMD) territoriale de l'OTAN », qui combine les moyens américains avec ceux fournis par les Européens, dont la mise en œuvre intégrée sera assurée par le système C2 de l'OTAN dont les fonctionnalités existantes de défense de théâtre (ALTBMD) seront étendues d'ici 2018 à la défense de territoire (BMD) afin de permettre un contrôle politique collectif des alliés.
Selon l'OTAN, ce système BMD de l'OTAN vise à parer les menaces résultant du développement par des pays comme l'Iran de missiles à courte ou moyenne portée susceptibles d'atteindre l'Europe et notamment son flanc sud ; il ne menace pas la force de dissuasion nucléaire de la Russie, du fait qu'il ne possède pas de capacité d'interception de ses missiles stratégiques. Les dirigeants russes ne partagent pas ce point de vue et continuent de dénoncer la politique antimissile de l'OTAN.
La défense antimissile est aussi un sujet sensible dans les relations entre l'OTAN et la France, par crainte que la prolifération de systèmes antimissile en réponse aux plans de l'OTAN et des États-Unis ne réduise la capacité de sa force de dissuasion nucléaire à atteindre ses cibles potentielles et donc la crédibilité de sa dissuasion nucléaire qui demeure un pilier de sa doctrine de défense.

#### La détérioration des relations avec la Russie
Les relations se sont progressivement tendues au cours de la décennie 2010. Le sujet de discorde principal et permanent est l'installation du bouclier anti-missile de l'OTAN. Mais la guerre russo-ukrainienne et la guerre civile syrienne qui marquent le retour de la Russie au premier plan de la diplomatie mondiale aggravent fortement les différends. Ces tensions se développent sur fond de réarmement des Russes et de l'OTAN après des années de baisse des dépenses militaires.

##### Guerre russo-ukrainienne
En mars 2014, le début de la guerre russo-ukrainienne connaît un développement important avec l'invasion russe et le rattachement de facto de la Crimée et du port stratégique de Sébastopol à la Russie. Le 17 mars, le Conseil de l'Atlantique nord (CAN) déclare « que le prétendu référendum qui a eu lieu le 16 mars en République autonome ukrainienne de Crimée est illégal et illégitime ». Le 1er avril 2014, l'OTAN suspend toute coopération pratique, tant civile que militaire, avec la Russie. Le sommet de l'OTAN au pays de Galles en septembre 2014 condamne les actions de la Russie en Ukraine. Toutefois trois réunions du Conseil OTAN-Russie se sont tenues en 2016. L'OTAN poursuit le partenariat avec l'Ukraine, mais il n'est plus question d'envisager une adhésion à un terme prévisible.
Concernant la Géorgie, sa demande d'adhésion continue d'être examinée mais sans qu'aucun calendrier précis soit affiché et sans qu'elle soit invitée à participer au plan d'action pour l'adhésion afin de ne pas aggraver les relations avec la Russie.

##### Désarmement
La Russie avait suspendu en décembre 2007 son adhésion au traité sur les forces conventionnelles en Europe (FCE), tout en continuant de participer au Groupe consultatif commun qui se réunit régulièrement à Vienne pour faire le point sur l’application de ce traité FCE. En mars 2015, la Russie suspend également sa participation à ce groupe. Depuis 2014, l'OTAN a fait état à plusieurs reprises de ce qu'elle estime être des violations du traité sur les forces nucléaires à portée intermédiaire (traité FNI) de 1988 par la Russie.
Américains et Russes ont conclu en 2010 le traité New START de contrôle des armes nucléaires stratégiques. Concernant les armes nucléaires tactiques, le statu quo des années 2000 prévaut ; l'option dite « Global Zero » d'élimination de toutes ces armes par l'OTAN et la Russie, mise en avant par Barack Obama, ne fait pas consensus au sein des pays membres de l'OTAN et fait l'objet de négociations avec les Russes, sans qu'aucun progrès ne soit enregistré, en raison notamment des désaccords relatifs à la défense antimissile,,.

#### L'effort de défense des pays membres
La baisse des dépenses de défense des pays membres de l'OTAN, amorcée depuis la fin de la guerre froide, se poursuit durant la première moitié des années 2010. L'écart est important entre les Européens et les États-Unis dont l'effort de dépense exprimé en pourcentage du PIB est entre 2014 et 2016 en moyenne deux fois plus élevé que celui de leurs alliés européens de l'OTAN.
Le graphique qui aurait dû être présenté ici ne peut pas être affiché car il utilise l'ancienne extension Graph, désactivée pour des questions de sécurité. Des indications pour créer un nouveau graphique avec la nouvelle extension Chart sont disponibles ici.

Cette différence s'explique en partie par le rôle mondial des États-Unis et leur engagement dans les guerres d'Afghanistan et d'Irak. Les États-Unis continuent d'être à un niveau de dépenses militaires très supérieur à tous les grands pays industrialisés occidentaux, ce qui entretient tout à la fois leur poids prépondérant au sein de l'Alliance et leur demande que les Européens en fassent davantage pour leur sécurité. En 2015, alors que les États-Unis représentent 45,9 % du PNB des membres de l'OTAN, leur budget de la défense compte pour 71,9 % du total de ses membres,.
La baisse constante des dépenses de défense des pays européens depuis la fin de la guerre froide est stoppée à partir de 2014 qui enregistre encore une baisse, mais moins importante que les années précédentes. La tendance est clairement inversée en 2015 avec une hausse de 0,5 % en termes réels,.
Lors du sommet de 2014 au pays de Galles, les 28 États membres de l'OTAN s'engagent à dépenser 2 % de leur PIB à l'horizon 2024 au titre de la défense, et à consacrer 20 % de cet effort à l'investissement dans les futurs équipements militaires. En 2016, l'objectif des 2 % est loin d'être atteint puisque cinq pays seulement respectent cette norme : les États-Unis, la Grèce, le Royaume-Uni, l'Estonie et la Pologne. La France se rapproche de cet objectif, contrairement à beaucoup de pays de l'UE auxquels elle demande régulièrement de contribuer davantage à la défense de l'Europe et aux opérations extérieures dont elle assume à ses yeux une part disproportionnée.
L'Administration Trump accentue début 2017 la pression sur les alliés européens pour qu'ils augmentent leurs dépenses militaires plus rapidement. Donald Trump saisit l'occasion du mini-sommet du 25 mai 2017 à Bruxelles — où fut inauguré le nouveau siège de l'OTAN — pour rappeler cette exigence, d'une façon jugée brutale sur la forme par les Européens. Visant plus particulièrement l'Allemagne, le président américain soutient que certains pays doivent « d'énormes sommes d'argent à l'OTAN », des propos qui ne s'appuient sur aucune disposition régissant le fonctionnement de l’organisation,,. Donald Trump met ce sujet au premier plan des sommets de l'OTAN de 2018 et 2019, éclipsant les autres sujets pourtant cruciaux pour l'avenir.
| 2014   | 2015   | 2016   | 2017   | 2018   | 2019 e | 2020 e |
| ------ | ------ | ------ | ------ | ------ | ------ | ------ |
| -1,4 % | +0,5 % | +3,4 % | +4,3 % | +5,4 % | +3,9 % | +4,4 % |

Que l'origine en soit les pressions américaines ou la détérioration du climat géopolitique en Europe ou au Moyen-Orient, les Européens augmentent depuis 2015 chaque année leurs dépenses de défense (à prix constant). Ils sont encore loin cependant de l'objectif des 2 % du PIB.

#### Le renforcement des moyens militaires des pays membres
En 2014, l'OTAN annonce le renforcement de sa Force de réaction (NRF), en créant en son sein une force « fer de lance » baptisée « force opérationnelle interarmées à très haut niveau de préparation » (VJTF). Ce renforcement de la force de réaction rapide est une des mesures prises dans le cadre du plan d'action « réactivité » (RAP) adopté par les Alliés pour répondre à leur analyse de l'évolution de l'environnement de sécurité. Toujours dans l'objectif de renforcer la capacité de réaction rapide de l'OTAN, le sommet de Bruxelles en 2018 entérine une « initiative pour la disponibilité opérationnelle » par laquelle les Alliés seront en mesure d'ici 2020 de mobiliser 30 bataillons mécanisés, 30 escadrons aériens et 30 navires de combat dans un délai de 30 jours.

#### L'OTAN fragilisée par les États-Unis et la Turquie
Les tensions entre les États-Unis et les Européens au sujet de l'OTAN ne se limitent pas à la question de l'effort budgétaire. Avant même sa prise de fonction, Donald Trump a qualifié l'OTAN d'organisation obsolète « parce qu'elle ne s'est pas occupée du terrorisme » et dit qu'il réfléchirait à deux fois avant d'aider un pays de l'OTAN si les États-Unis ne devaient pas être raisonnablement remboursés pour leur soutien. Ces propos inquiètent les Européens qui y voient une possible remise en cause de l'obligation de solidarité entre pays de l'OTAN en cas d'agression,.

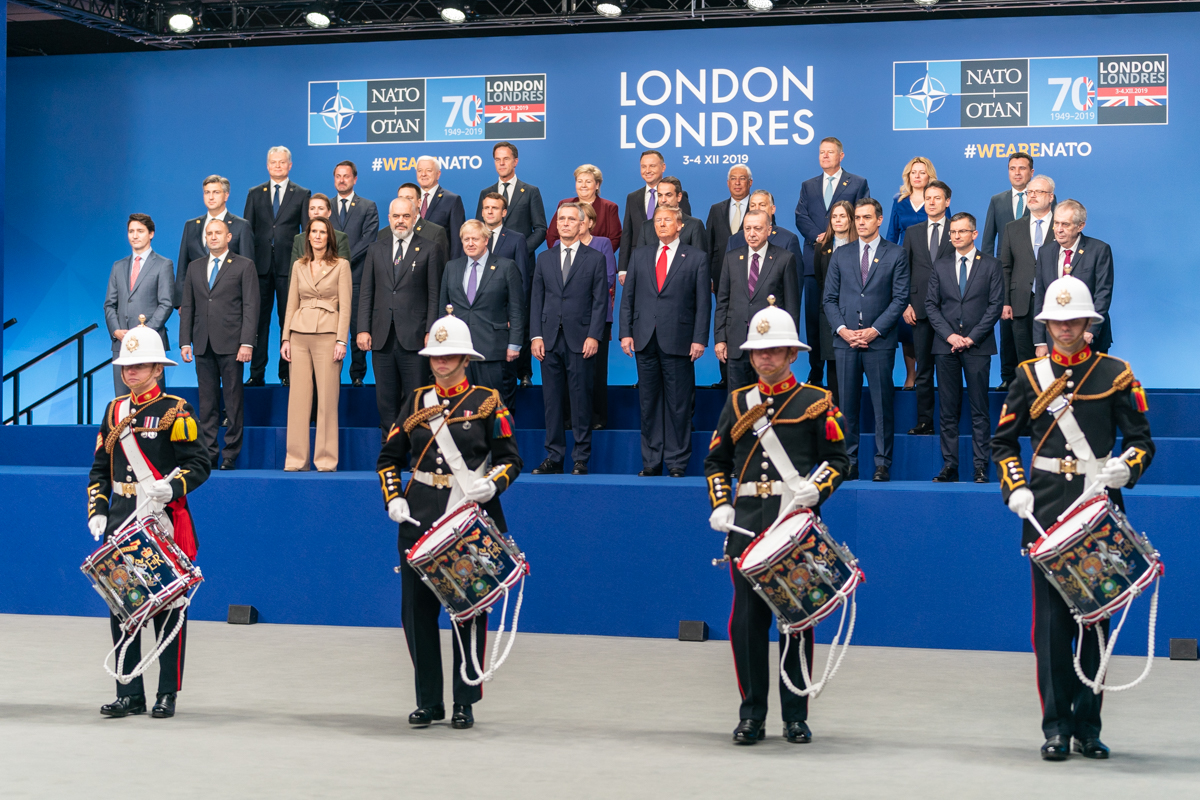
Photo des chefs d'État et de gouvernement participant au sommet de Londres en 2019.

Le sujet est particulièrement sensible en Allemagne qui a toujours misé sur l'alliance euro-atlantique pour assurer sa sécurité et plus largement celle de l'Europe. Peu après l'élection de D. Trump, la ministre allemande de la Défense, U. von der Leyen réaffirme que le rôle de l'OTAN et de ses membres est de défendre des valeurs communes et non pas de réaliser un bon deal financier,. Après le sommet de l'OTAN de 2018, Angela Merkel, la chancelière allemande, fait part de ses doutes : « Ce que nous avons considéré comme tout à fait naturel pendant de nombreuses décennies, à savoir que les États-Unis se voient comme le garant de l'ordre dans le monde entier […] n'est plus aussi certain pour l'avenir »,,. Juste avant le sommet de l'OTAN de 2019, dans des termes moins diplomatiques, E. Macron juge que l'OTAN est en état de « mort cérébrale » car les deux derniers sommets « ont été uniquement consacrés à savoir comment on pouvait alléger le coût financier pour les Etats-Unis » au lieu qu'y soient traitées les questions stratégiques sur la paix en Europe, la relation avec la Russie, la Turquie et le terrorisme. Les Allemands et les Français obtiennent lors de ce sommet que soit engagée une réflexion stratégique sur l'avenir de l'OTAN. Celle-ci est depuis conduite sous le nom d'initiative « OTAN 2030 »,.
En juin 2020, D. Trump agite la menace du retrait d'une partie des troupes américaines stationnées en Allemagne dans le cadre de l'OTAN. Cette annonce surprise provoque des réactions négatives en Europe et aux États-Unis où le Congrès ne reprend pas à son compte cette initiative qui se retrouve bloquée,. En février 2021, Joe Biden annonce le gel de ce retrait, le temps d'un « réexamen global de la posture » des forces armées déployées à l'étranger.
Depuis l'achat du système russe de défense aérienne S-400 unanimement condamné par les membres de l'OTAN, la Turquie a multiplié les initiatives que les autres membres de l'OTAN jugent contraires à leurs intérêts : offensive unilatérale en 2019 contre les Forces démocratiques syriennes et les milices kurdes dans le nord de la Syrie pourtant alliées de la coalition internationale en Irak et en Syrie, implication dans le conflit du Haut-Karabakh en 2020 y compris l'acheminement de mercenaires syriens, contribution à la violation de l'embargo sur les armes à destination de la Libye et incident avec une frégate française tentant de contrôler cet embargo, réalisation de forages dans les eaux territoriales chypriotes et grecques dans le contexte du contentieux gréco-turc en mer Égée. La réaction la plus concrète aux désaccords avec la Turquie est la décision prise en juillet 2019 par Washington de l'exclure du programme de chasseurs F-35 de dernière génération. Les relations diplomatiques se sont peu à peu tendues, notamment entre Ankara et Paris. L'importance stratégique de la Turquie sur le flanc sud de l'OTAN rend la détérioration de la relation de la Turquie avec ses « alliés » complexe à dénouer,.

### Les années 2020: remise en cause de l'extension à l'Est de l'OTAN par la Russie
Les tensions internes à l'Alliance atlantique, toujours présentes en 2020, et son échec en Afghanistan sont rapidement mis au second plan par la guerre russo-ukrainienne qui a conduit, en 2014, à l'annexion de la Crimée et, en février 2022, à l'invasion de l'Ukraine par la Russie. La Russie utilise son invasion de l'Ukraine comme moyen de pression sur l'OTAN pour remettre en cause non seulement l'idée que l'Ukraine puisse un jour y adhérer, mais surtout la présence de l'OTAN dans d'ancien pays membres du pacte de Varsovie durant l'époque de la guerre froide,,.

#### Victoire des talibans en Afghanistan
Le retrait en catastrophe des troupes américaines en Afghanistan faisant suite à la victoire des Talibans en 2021, reprenant le pouvoir après 20 ans de guerre, est perçu comme le premier grand échec militaire de l'OTAN,.

#### Crise avec la Russie
L'OTAN et l'Ukraine sont les sujets fin 2021 et début 2022 d'une nouvelle période de crise entre la Russie et les Occidentaux, auxquels elle demande qu'ils s'engagent à ne pas élargir l'OTAN à l'Ukraine et qu'ils retirent leurs forces militaires des pays issus de l'URSS et du bloc de l'Est européen. Formulée à de nombreuses reprises, cette exigence est formalisée le 17 décembre 2021 par deux projets de traité adressés l'un aux États-Unis, l'autre à l'OTAN. Pour justifier ses demandes à l'égard de l'OTAN, la Russie met en avant la « trahison » des Occidentaux, ce que réfutent leurs dirigeants. L'opposition constante de la Russie à l'élargissement de l'OTAN vers l'Est est en revanche un fait incontesté.

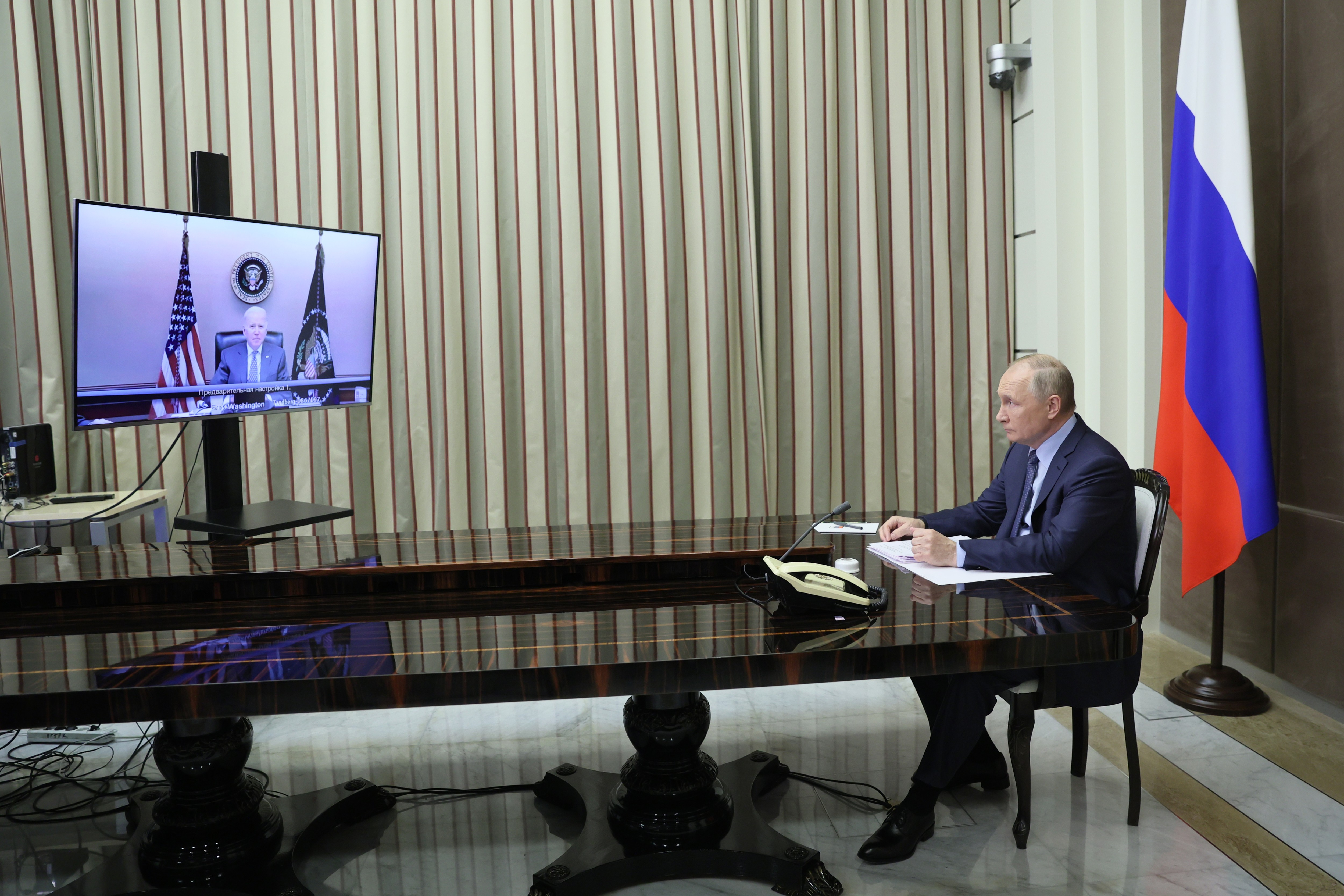
Entretien entre le président de la Russie Vladimir Poutine et le président des États-Unis Joe Biden le 7 décembre 2021.

Les principales dispositions figurant dans le projet d'accord entre la Russie et les États membres de l'OTAN sont d'une part que « la Russie et toutes les Parties qui étaient des États membres de l'OTAN au 27 mai 1997, respectivement, ne déploieront pas de forces et d'armements militaires sur le territoire d'aucun des autres États d'Europe en plus des forces stationnées sur ce territoire à compter du 27 mai 1997 » et d'autre part que « tous les États membres de l'OTAN s'engagent à s'abstenir de tout nouvel élargissement de l'OTAN, y compris l'adhésion de l'Ukraine ainsi que d'autres États »,.
Ces demandes, combinées avec un déploiement militaire important aux frontières de la Russie et de la Biélorussie avec l'Ukraine, sont à l'origine d'une crise d'une gravité inédite depuis la crise ukrainienne de 2014. Les Occidentaux excluent d'intervenir militairement en Ukraine et menacent la Russie de sanctions « rapides et drastiques » en cas d'invasion, allant bien au-delà des sanctions contre la Russie prises à la suite de la crise de 2014. Les échanges diplomatiques se multiplient entre les parties à la crise jusqu'au plus haut niveau. Plusieurs échanges ont lieu entre Vladimir Poutine et respectivement Joe Biden et Emmanuel Macron notamment. La diplomatie occidentale est confrontée à un dilemme entre le risque d’une escalade militaire aux conséquences désastreuses et celui d’une reculade diplomatique qui discréditerait l’Otan et les garanties de sécurité américaines à ses membres européens. Selon les termes d'un article paru dans Le Figaro, « face à la Russie, les Occidentaux sont hantés par le “syndrome de Munich” ».
Le Conseil OTAN-Russie se réunit le 12 janvier 2022, à l'issue duquel il n'est pas publié de communiqué commun et, selon les propos tenus par Jens Stoltenberg après la réunion sans que d'autres discussions soient prévues.

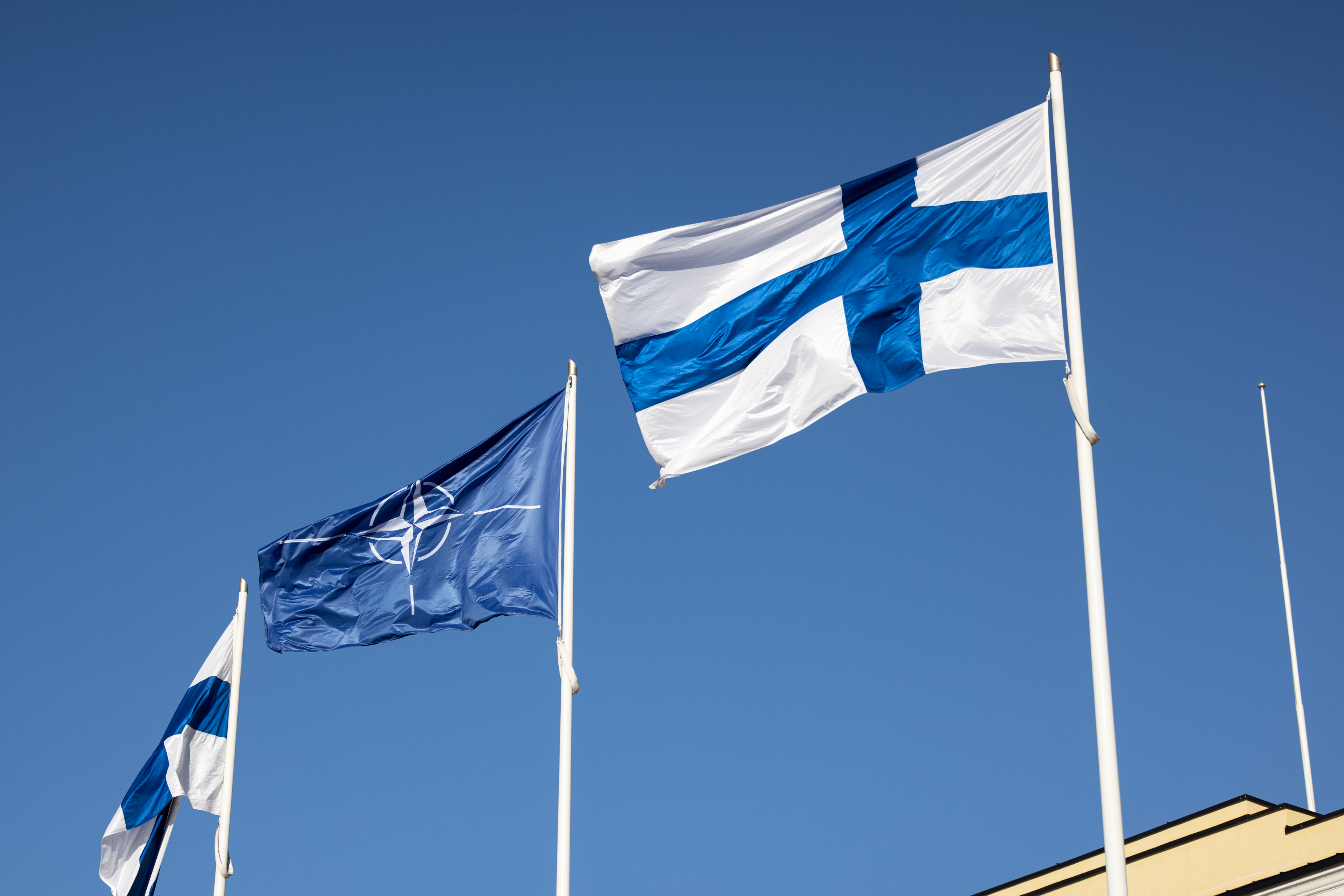
Drapeaux de la Finlande et de l'OTAN hissés le 4 avril 2023 devant le ministère des affaires étrangères à la Caserne maritime.

Le 23 février 2022, la première ministre finlandaise Sanna Marin affirme que la Finlande est prête à demander l'adhésion à l'OTAN si la sécurité nationale est en jeu.
La Russie, sur ordre de Vladimir Poutine, met ses menaces à exécution, et attaque militairement l'Ukraine, le 24 février 2022.
Dans un communiqué publié le 12 mai 2022, le président Sauli Niinistö et la Première ministre de la Finlande estiment qu'être membre de l'OTAN « renforcerait l'alliance dans son ensemble » et sont favorables à une adhésion « sans délai ». Face aux mises en garde formulées par la Russie, le président finlandais affirme qu'« adhérer à l'OTAN ne serait contre personne ». La commission de la défense du Parlement finlandais avait conclu que l'OTAN était « la meilleure option » pour la sécurité de la Finlande après l'invasion russe de l'Ukraine, qui a finalement fait basculer l'opinion de la population et des responsables politiques en Finlande, sortant le pays de sa position traditionnellement neutre vis-à-vis de la Russie et de l'Occident. La veille, le 11 mai, lors de la signature d'un accord de protection mutuelle avec le Royaume-Uni, Sauli Niinistö a également appelé Moscou à se considérer comme responsable d'une éventuelle adhésion à l'OTAN : « Si nous adhérions (à l'OTAN), ma réponse (à la Russie) serait : “C'est vous qui avez fait cela, regardez-vous dans le miroir” ».
Le 18 mai 2022, la Finlande officialise en même temps que la Suède sa demande d'adhésion à l'OTAN, souhaitant ainsi renforcer les relations qu'elle entretient avec cette organisation.
Le 28 juin 2022, la Turquie lève son veto vis-à-vis de l'adhésion de la Suède et de la Finlande,,. En échange, la Turquie annonce avoir obtenu « la pleine coopération » de la Finlande et de la Suède contre le Parti des travailleurs du Kurdistan (PKK) et ses alliés. Jens Stoltenberg, le secrétaire général de l’OTAN, annonce que les trois dirigeants ont « signé un mémorandum qui répond aux préoccupations de la Turquie, notamment à propos des exportations d’armes et de la lutte contre le terrorisme ». Le lendemain, le processus d'adhésion est lancé pour les deux pays nordiques.
Le 30 mars 2023, le Parlement turc ratifie l'adhésion de la Finlande à l'OTAN,. Au terme d'un court débat, les 276 députés turcs ont voté à l'unanimité. Cependant, celle de la Suède est restée bloquée pendant de long mois par la Turquie. Cette dernière lui reprochait la présence de militants kurdes sur son territoire. Helsinki n'a plus qu'à envoyer ses « instruments de ratification » à Washington, lieu où le traité de l'Alliance est conservé. Sauli Niinistö, le président de la république de Finlande, se félicite de ce moment : « La Finlande sera un allié fort et capable, engagé pour la sécurité de l'Alliance ». Le 3 avril 2023, Jens Stoltenberg annonce que la Finlande intègrera définitivement l'Alliance le lendemain,. Il s'agit du processus d'adhésion « le plus rapide » de l'histoire récente de l'Alliance. En février 2024, le parlement de la Turquie et celui de la Hongrie ratifient l'adhésion de la Suède à l'OTAN,. Le 7 mars 2024, la Suède rejoint officiellement l'Alliance et en devient le trente-deuxième pays membre,. Cette adhésion met fin à deux siècles de neutralité et de non-alignement militaire pour le pays.

## États membres et partenaires

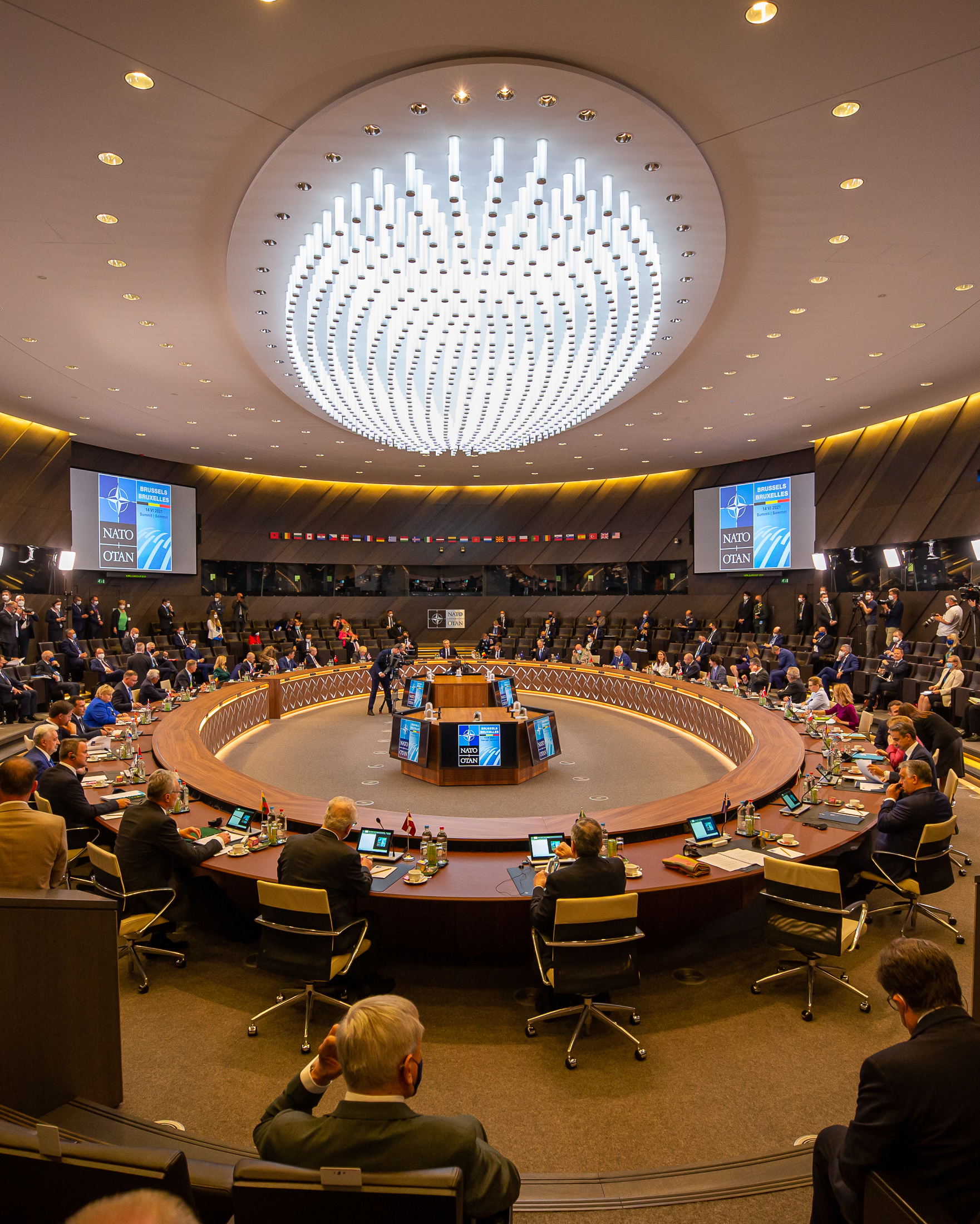
Réunion politique

### États membres
L'OTAN compte 32 membres, dont 29 pays européens (Albanie, Allemagne, Belgique, Bulgarie, Croatie, Danemark, Espagne, Estonie, Finlande, France, Grèce, Hongrie, Islande, Italie, Lettonie, Lituanie, Luxembourg, Macédoine du Nord, Monténégro, Norvège, Pays-Bas, Pologne, Portugal, Roumanie, Royaume-Uni, Slovaquie, Slovénie, Suède, Tchéquie), 1 pays eurasiatique (la Turquie) et 2 pays nord-américains (les États-Unis et le Canada). Le processus d'adhésion est régi par l'article 10 du traité de l'Atlantique nord, qui limite les futurs membres aux seuls « États européens ». Comptant initialement douze membres fondateurs, l'OTAN s’élargit durant la période de la guerre froide en accueillant la Grèce et la Turquie en 1952, l'Allemagne de l'Ouest en 1955 (accords de Paris), puis l'Espagne en 1982. Depuis l'effondrement du bloc de l'Est, marquant la fin de la guerre froide, douze pays d'Europe de l'Est ont rejoint l'OTAN en trois vagues entre 1999 et 2009. En juin 2017, le Monténégro devient le 29e État membre de l'OTAN, puis le 27 mars 2020, la Macédoine du Nord en devient le 30e État membre. Le 4 avril 2023, la Finlande devient le 31e État membre de l'OTAN,. Le 7 mars 2024, la Suède devient le 32e pays membre de l'OTAN.

### Plan d'action pour l'adhésion
L'Alliance a lancé le Plan d'action pour l'adhésion (MAP) en avril 1999, au sommet de Washington, pour aider les pays candidats dans leurs préparatifs. Le seul pays qui participe actuellement au MAP est la Bosnie-Herzégovine, depuis avril 2010.
Lors du sommet de Bucarest en 2008, les Alliés conviennent que la Géorgie et l'Ukraine deviendront un jour membres de l'Alliance. Cette position est une nouvelle fois réaffirmée lors du sommet de Bruxelles en 2021. Toutefois ni l'un ni l'autre de ces pays n'a intégré le MAP, ce qui revient à affirmer le principe de l'adhésion mais sans en fixer l'horizon, en raison notamment de l'opposition de la Russie, mais aussi des réticences de l'Allemagne ou de la France.

### Partenariats
Le Partenariat pour la paix (PPP) : l'OTAN a signé de nombreux accords de coopération avec la plupart des États européens non membres et tous les pays de la CEI. Ce sont des accords bilatéraux et extrêmement souples : chaque État souhaitant participer au partenariat décide, en collaboration avec les États membres, du niveau de collaboration qu'il souhaite entreprendre avec l'OTAN. L'objectif est avant tout de maintenir des échanges d'informations avec les anciens États membres de l'URSS.
Le seul État européen qui ne fasse pas partie du PPP, en plus des micro-États (Andorre, Liechtenstein, Monaco, Saint-Marin et Vatican), est Chypre. D'autres partenariats, généralement plus distendus, existent : c'est le cas par exemple du dialogue méditerranéen qui réunit la Mauritanie, le Maroc, l'Algérie, la Tunisie, la Jordanie, Israël et l'Égypte.
| | |                    |                               |                                                                                   |                                                                                   | | |                                                         |                                                         |                                          |                                          |                                                                                           |                                                                                           |                                                                                           |
| \| \| États membres \| \| Plan d'action pour l'adhésion \| \| Plan d'action individuel de partenariat \| \| Partenariat pour la paix \| \| Dialogue méditerranéen \| \| Initiative de coopération d'Istanbul \| \| Partenariat global \| \| \| Albanie Allemagne Belgique Bulgarie Canada Croatie Danemark Espagne Estonie États-Unis Finlande France Grèce Hongrie Islande Italie Lettonie Lituanie Luxembourg Macédoine du Nord Monténégro Norvège Pays-Bas Pologne Portugal Roumanie Royaume-Uni Slovaquie Slovénie Suède Tchéquie Turquie \| Albanie Allemagne Belgique Bulgarie Canada Croatie Danemark Espagne Estonie États-Unis Finlande France Grèce Hongrie Islande Italie Lettonie Lituanie Luxembourg Macédoine du Nord Monténégro Norvège Pays-Bas Pologne Portugal Roumanie Royaume-Uni Slovaquie Slovénie Suède Tchéquie Turquie \| Bosnie-Herzégovine \| Bosnie-Herzégovine \| Arménie Azerbaïdjan Bosnie-Herzégovine Géorgie Kazakhstan Moldavie Serbie Ukraine \| Arménie Azerbaïdjan Bosnie-Herzégovine Géorgie Kazakhstan Moldavie Serbie Ukraine \| Arménie Autriche Azerbaïdjan Biélorussie Bosnie-Herzégovine Géorgie Irlande Kazakhstan Kirghizistan Malte Moldavie Ouzbékistan Suisse Tadjikistan Turkménistan Ukraine \| Arménie Autriche Azerbaïdjan Biélorussie Bosnie-Herzégovine Géorgie Irlande Kazakhstan Kirghizistan Malte Moldavie Ouzbékistan Suisse Tadjikistan Turkménistan Ukraine \| Algérie Égypte Israël Jordanie Mauritanie Maroc Tunisie \| Algérie Égypte Israël Jordanie Mauritanie Maroc Tunisie \| Bahreïn Émirats arabes unis Koweït Qatar \| Bahreïn Émirats arabes unis Koweït Qatar \| Afghanistan Australie Colombie Corée du Sud Irak Japon Mongolie Nouvelle-Zélande Pakistan \| Afghanistan Australie Colombie Corée du Sud Irak Japon Mongolie Nouvelle-Zélande Pakistan \| Afghanistan Australie Colombie Corée du Sud Irak Japon Mongolie Nouvelle-Zélande Pakistan \| | |                    |                               |                                                                                   |                                                                                   | | |                                                         |                                                         |                                          |                                          |                                                                                           |                                                                                           |                                                                                           |
| | États membres |                    | Plan d'action pour l'adhésion |                                                                                   | Plan d'action individuel de partenariat                                           | | Partenariat pour la paix |                                                         | Dialogue méditerranéen                                  |                                          | Initiative de coopération d'Istanbul     |                                                                                           | Partenariat global                                                                        |                                                                                           |
| Albanie Allemagne Belgique Bulgarie Canada Croatie Danemark Espagne Estonie États-Unis Finlande France Grèce Hongrie Islande Italie Lettonie Lituanie Luxembourg Macédoine du Nord Monténégro Norvège Pays-Bas Pologne Portugal Roumanie Royaume-Uni Slovaquie Slovénie Suède Tchéquie Turquie | Albanie Allemagne Belgique Bulgarie Canada Croatie Danemark Espagne Estonie États-Unis Finlande France Grèce Hongrie Islande Italie Lettonie Lituanie Luxembourg Macédoine du Nord Monténégro Norvège Pays-Bas Pologne Portugal Roumanie Royaume-Uni Slovaquie Slovénie Suède Tchéquie Turquie | Bosnie-Herzégovine | Bosnie-Herzégovine            | Arménie Azerbaïdjan Bosnie-Herzégovine Géorgie Kazakhstan Moldavie Serbie Ukraine | Arménie Azerbaïdjan Bosnie-Herzégovine Géorgie Kazakhstan Moldavie Serbie Ukraine | Arménie Autriche Azerbaïdjan Biélorussie Bosnie-Herzégovine Géorgie Irlande Kazakhstan Kirghizistan Malte Moldavie Ouzbékistan Suisse Tadjikistan Turkménistan Ukraine | Arménie Autriche Azerbaïdjan Biélorussie Bosnie-Herzégovine Géorgie Irlande Kazakhstan Kirghizistan Malte Moldavie Ouzbékistan Suisse Tadjikistan Turkménistan Ukraine | Algérie Égypte Israël Jordanie Mauritanie Maroc Tunisie | Algérie Égypte Israël Jordanie Mauritanie Maroc Tunisie | Bahreïn Émirats arabes unis Koweït Qatar | Bahreïn Émirats arabes unis Koweït Qatar | Afghanistan Australie Colombie Corée du Sud Irak Japon Mongolie Nouvelle-Zélande Pakistan | Afghanistan Australie Colombie Corée du Sud Irak Japon Mongolie Nouvelle-Zélande Pakistan | Afghanistan Australie Colombie Corée du Sud Irak Japon Mongolie Nouvelle-Zélande Pakistan |

L’accord entre l’ONU et l’OTAN est dans le but d’agir en concert pour le maintien de la paix, des consultations et dans des opérations collaboratives comme celles dans les Balkans ou celles en Afghanistan. Ce traité place aussi les deux secrétaires dans une position où ils seront obligés de collaborer dans le cas où il y aurait des menaces d’ordre internationales ou dans des défis du même ordre.
Les membres des Nations unies qui ne sont pas membres de l’OTAN surtout la Russie et la Chine. Il est très compréhensible que ces deux pays soient en désaccord avec cette décision, car ils ne souhaitent pas voir l’armée américaine et celles des alliés des États-Unis devenir la puissance militaire onusienne. Ils ne souhaitent pas non plus voir les américains et leurs alliés faire des guerres qui sont illégales selon la charte des Nations unies. Ces accords et les faits que les américains poussent souvent les pays membres de l’OTAN à hausser leurs dépenses militaires crée une hausse des tensions et des dépenses militaires de la Chine et de la Russie.

## Structures politiques, civiles et militaires

### Présentation générale de l'organisation (fin 2016)

Organigramme des principales instances décisionnelles et structures civiles et militaires de l'OTAN.

L'OTAN est en 2016 organisé autour :
- d'instances de décision politiques : le Conseil de l'Atlantique nord, le groupe des Plans nucléaires et le Comité militaire ;
- d'organismes civils, placés sous la responsabilité du secrétaire général de l'OTAN ;
- de commandements et d'états-majors militaires.

L'organisation de 2016 est le résultat de réformes entreprises en 2010 et 2011 qui ont visé à simplifier la structure, réduire les coûts et l'adapter à l'évolution des menaces auxquelles l'OTAN doit être en mesure de répondre, telles que définies lors de la dernière révision de sa stratégie militaire, également en 2010.

### Hautes instances décisionnelles

#### Conseil de l'Atlantique nord
Le Conseil est l'organe principal de décision. Il s'agit du seul organe instauré par le traité de l'Atlantique nord (article 9) en 1949 et il possède l'autorité de mettre en place des entités subsidiaires, s'il l'estime nécessaire. Il est composé de représentants permanents des États membres (ayant rang d'ambassadeurs), il se réunit au moins une fois par semaine sous la présidence du secrétaire général de l'OTAN. Il prend ses décisions à l'unanimité. Les représentants permanents agissent sur instructions de leur pays, et rendent compte aux autorités nationales des positions des autres gouvernements. Parallèlement aux réunions des représentants permanents, les ministres des Affaires étrangères et ceux de la Défense se réunissent deux fois par an.

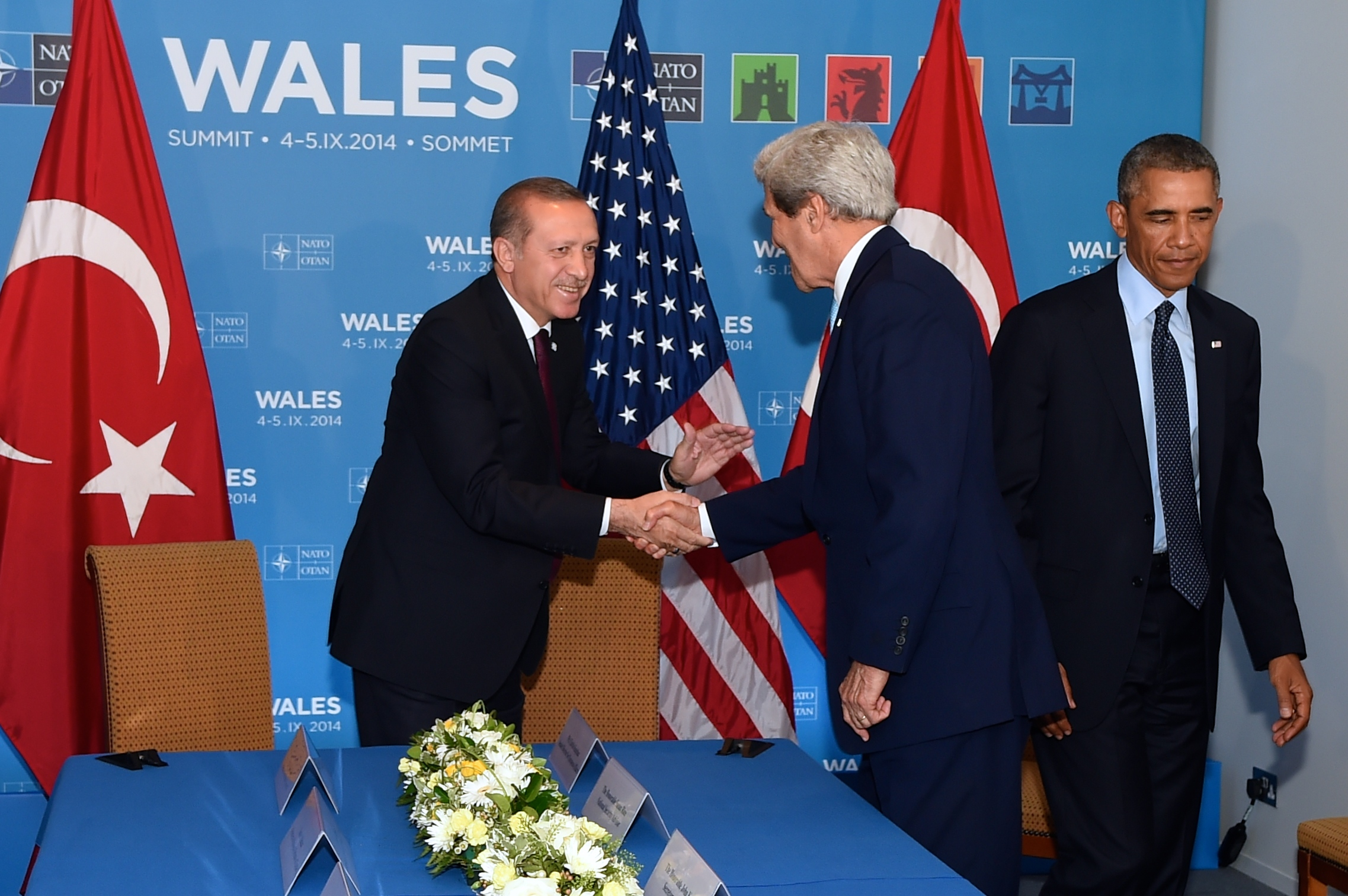
Poignée de main entre le président de la Turquie Recep Tayyip Erdoğan et le secrétaire d'État des États-Unis John Kerry à Newport en 2014.

Enfin, tous les deux ans environ, les chefs d'État et de gouvernement des pays membres se réunissent en sommet de l'OTAN. Les sommets les plus récents se sont tenus en 2014 à Newport au pays de Galles, en 2016 à Varsovie et en 2018 à Bruxelles. Le statut et le degré d'importance des décisions du Conseil de l'Atlantique nord sont les mêmes qu'elles soient prises au niveau des représentants permanents, des ministres ou des chefs d'État ou de Gouvernement.
Le Conseil s'appuie sur un ensemble de Comités qui assurent la préparation de ses réunions et du processus de prise de décision.

#### Groupe des Plans nucléaires (NPG)
Tandis que le Conseil de l'Atlantique nord est l'autorité ultime au sein de l'OTAN, le NPG (en anglais : Nuclear Planning Group (en)) est l'organe de haut niveau chargé des questions nucléaires au sein de l'Alliance. Le NPG examine les questions politiques spécifiques liées aux forces nucléaires et des questions plus larges comme la maîtrise des armes nucléaires et la prolifération nucléaire. Tous les membres, à l'exception de la France, font partie du NPG, indépendamment du fait qu'ils détiennent ou non des armes nucléaires. Le NPG a été fondé en décembre 1966 pour permettre un processus de consultation sur la doctrine nucléaire au sein de l'OTAN, au moment où la France quittait la structure militaire intégrée de l'OTAN. Il s'appelait initialement le comité des questions de défense nucléaire

#### Comité militaire
Le Comité militaire (CM) est la plus haute instance militaire de l'OTAN. Il est la principale source de conseils pour le Conseil de l’Atlantique nord et le groupe des Plans nucléaires, et contribue à l'élaboration des politiques et concepts stratégiques. Il fournit également des orientations stratégiques aux deux commandements stratégiques : le Commandement allié Opérations et le Commandement allié Transformation. Le Comité militaire se compose d’officiers de haut rang des pays membres de l’OTAN qui servent en qualité de représentants militaires (MILREP). Périodiquement, le Comité militaire se réunit au niveau des chefs d'état-major des armées. La France n'a pas siégé à ce comité de 1966 à 1995, date à laquelle le Président Chirac décide que la France reprenne en partie sa place dans les institutions militaires de l'OTAN sans pour autant rejoindre le commandement militaire intégré. Élu parmi les chefs d'état-major de la défense des pays de l'OTAN pour un mandat de trois ans, le président actuel du comité militaire est l'amiral Rob Bauer de la Marine royale néerlandaise.

#### Représentation permanente de chaque État membre
Chaque pays membre de l'OTAN est représenté par une délégation au siège de l'Organisation, qui participe au processus de consultation, afin de permettre à l'Alliance de prendre des décisions ou de mener des actions collectivement. Elle est dirigée par un ambassadeur ou une ambassadrice (aussi appelé(e) « représentant(e) permanent(e) »). De taille variable, les délégations sont principalement composées de fonctionnaires des ministères des Affaires étrangères et de la Défense, qui siègent. Madame Muriel Domanech est, depuis septembre 2019, ambassadrice, représentante permanente de la France auprès de l'OTAN. Le vice-amiral d'escadre Eric Chaperon est depuis septembre 2017 le représentant militaire de la France auprès de l'OTAN,. Il cumule ce poste avec celui de chef de la représentation militaire française auprès du Comité militaire de l'Union européenne.

### Secrétaire général et organismes «civils»

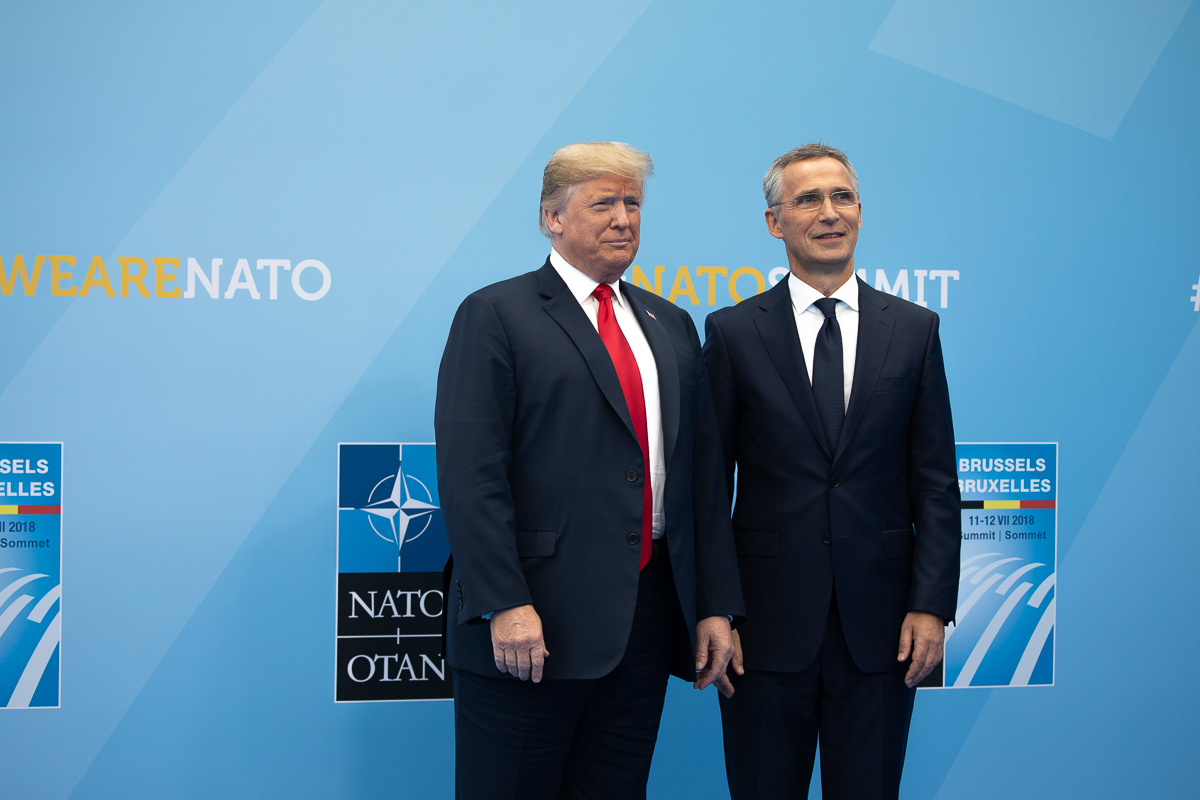
Le secrétaire général de l'OTAN Jens Stoltenberg aux côtés du président des États-Unis Donald Trump à Bruxelles en 2018.

Le secrétaire général de l'OTAN est le plus haut fonctionnaire international de l'Alliance. Il est chargé de piloter le processus de consultation et de prise de décision de l'Alliance et de faire en sorte que les décisions soient exécutées. Il préside le Conseil de l'Atlantique nord, dirige le Secrétariat international et représente l'Alliance à l'extérieur. Depuis le 1er octobre 2014, cette fonction est occupée par Jens Stoltenberg, ancien Premier ministre de Norvège.
Le Secrétariat international (SI) a un effectif d’environ 1 000 personnes, toutes ressortissantes de pays membres de l'OTAN. Il fournit des avis, des orientations et un soutien administratif aux délégations des pays auprès de l’OTAN, depuis le siège de l'OTAN à Bruxelles. Il contribue à la mise en œuvre de toutes les décisions prises par les comités, à tous les niveaux.
L'Assemblée parlementaire de l'OTAN a été fondée en 1955 pour amener les parlementaires à prendre part au débat sur les questions transatlantiques. Indépendante de l'Organisation, cette Assemblée constitue un lien entre l'OTAN et les parlements de ses pays membres. L'Assemblée compte 266 parlementaires issus des 30 pays membres de l'Alliance. Chaque délégation, dont la composition numérique est fonction de la population du pays, reflète les couleurs politiques du parlement national, représentant ainsi un large éventail d'opinions politiques. Dix-huit députés et sénateurs français y participent. À leurs côtés, les délégués de quatorze pays associés européens et de quatre pays associés méditerranéens ainsi que des observateurs de sept autres pays participent aux travaux de l'Assemblée.
La structure permanente de l'OTAN (par opposition aux moyens apportés ponctuellement par les États membres dans le cadre d'opérations comme l'ISAF en Afghanistan) comprend des agences et de nombreux comités (politiques, financiers, techniques) dédiés au soutien du commandement politique et militaire de l'OTAN.
Les agences de l'OTAN doivent acquérir et maintenir les capacités collectives de défensive et d'offensive de l'OTAN. Initialement il en existait deux, constituées de scientifique et ingénieurs venus des pays membres :
- Centre technique du SHAPE (ou STC), dédiée au développement des capacités aériennes alliées, basée à La Haye, au service du SHAPE ; en 1996 ce centre fusionne avec le NATO Consultation, Command and Control Agency NACISA aussi dit « NC3A » ;
- Centre de recherches pour la guerre anti-sous-marine du SACLANT ou (SACLANTCEN), dédiée à lutte anti-sous-marine, basée et à La Spezia en Italie, au service du SACLANT et des autres Grands Commandements de l'OTAN ainsi que des pays participants

En 2010, au sommet de Lisbonne, les chefs d'États-membres de l'OTAN et de gouvernement sont convenus de rationaliser les 14 agences autour de trois thèmes programmatiques majeurs : acquisition, soutien, et information et communication, et de ramener à environ 85 les quelque quatre cents comités. Cette réforme a abouti en 2012. En juillet 2012, quatre nouveaux organismes, reprenant les fonctions des agences existantes :
- l'agence d'information et de communication de l'OTAN (NATO Communications and Information Agency )[209] qui intègre le NCSA (NATO CIS Service Agency) qui s'occupait du déploiement et du soutien des systèmes SIC ;
- l'agence OTAN de soutien et d'acquisition (NATO Support and Procurement Agency) ;
- l'organisation pour la science et la technologie (STO) ;
- le Bureau OTAN de normalisation (NSO).

Cette structure permanente de soutien emploie environ 10 000 personnes, civils ou militaires.

### Organisation militaire
Durant la guerre froide, l'organisation militaire de l'OTAN reposait principalement sur une division géographique, au plus haut niveau de laquelle existait le Commandement allié pour l'Europe (ACE) identifié le plus souvent sous le nom de son quartier général, le SHAPE, et le Commandement allié pour l'Atlantique (ACLANT) auxquels treize quartiers généraux étaient subordonnés.

#### Réorganisation de 2003

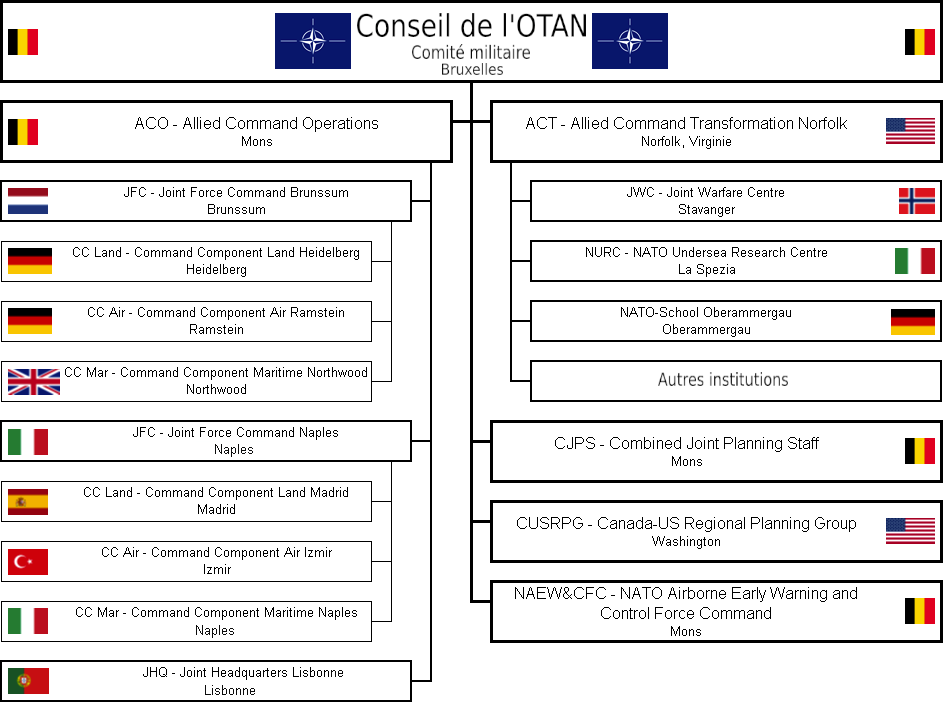
Structure de commandement de l'OTAN entre 2003 et 2012.

Avec la réorganisation de 2003, toute la fonction opérationnelle est concentrée en un seul commandement : le Commandement allié des opérations (Allied Command for Operations - ACO), par fusion des anciens commandements Europe (ACE) et Atlantique (ACLANT). Son quartier général, le « SHAPE » (Supreme Headquarters Allied Powers in Europe, Grand Quartier général des puissances alliées en Europe) est basé à Mons, en Belgique. Le Commandant suprême des forces alliées en Europe (SACEUR) est un commandement double car il dirige non seulement l'ACO mais aussi le Commandement des forces des États-Unis en Europe,. Le Commandement allié des opérations dirige alors trois états-majors interarmées basés à Brunssum (Pays-Bas), à Oeiras dans la banlieue de Lisbonne (Portugal) et à Naples (Italie) et six états-majors de composante (air, terre, mer) :
- états-majors air : Izmir (Turquie) et Ramstein (Allemagne) ;
- états-majors terre : Heidelberg (Allemagne) et Madrid (Espagne) ;
- états-majors mer : Northwood (Royaume-Uni) et Naples (Italie).

Cette réorganisation s'accompagne de la création du Commandement allié pour la transformation (ACT, Allied Command Transformation) situé dans la base navale de Norfolk (Virginie, États-Unis), utilisant les infrastructures de l'ancien Commandement allié Atlantique (ACLANT). L'ACT dirige les efforts militaires visant à adapter les forces de l'Alliance à un environnement en mutation rapide.
Les deux commandements « ACO » et « ACT » sont tous deux rattachés au Comité militaire (MC) de l'OTAN.

#### Réorganisation de 2011

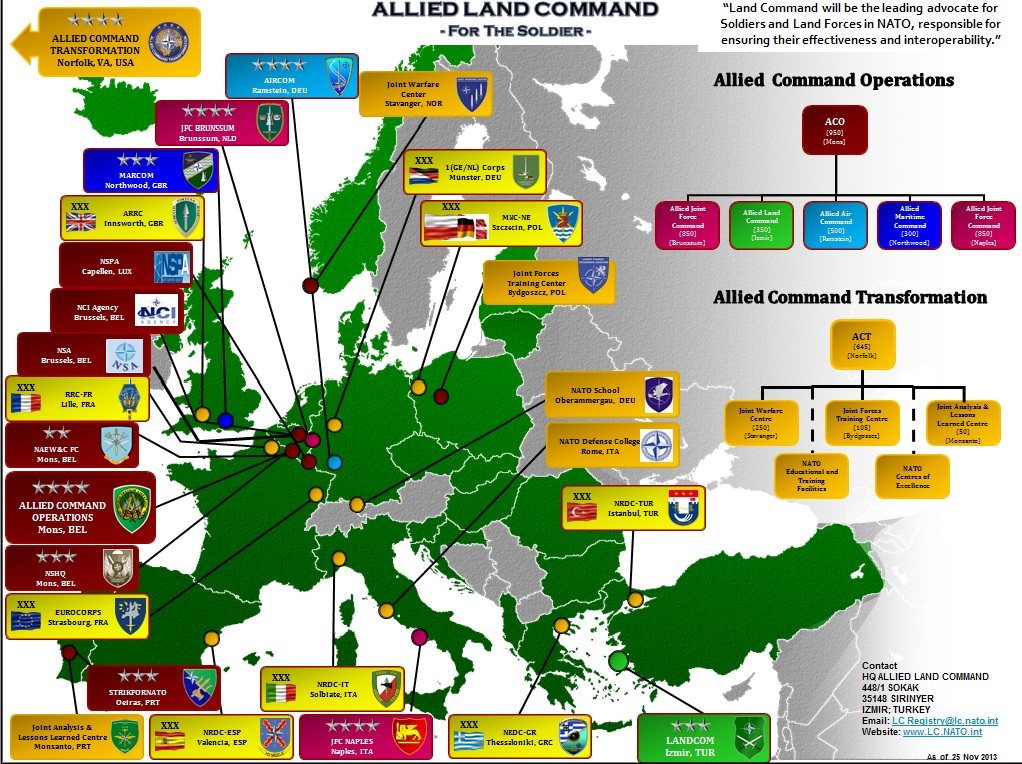
Carte des principaux quartiers généraux de l'OTAN en 2013.

Faisant suite à l'adoption d'un nouveau concept stratégique au sommet de Lisbonne en 2010, une nouvelle réorganisation est initiée en 2011 qui vise à réduire les coûts et à améliorer la capacité de l'OTAN à faire face avec rapidité et flexibilité à des menaces diversifiées partout dans le monde. Les suppressions et regroupements de formations décidés, qui touchent surtout l'ACO, sont opérationnels depuis 2013, réduisant de 10 à 6 le nombre de quartiers généraux majeurs et de 13 000 à 8 800 leurs effectifs.
La structure de commandement de l'OTAN, s'appuie d'une part sur des structures permanentes multinationales propres à l'OTAN et d'autre part sur des états-majors organisés et préparés par certains de ses États membres pour intervenir dans le cadre des opérations conduites par l'OTAN. La plupart d'entre eux peuvent aussi être mobilisés pour conduire des opérations de l'Union européenne.
Placée sous l'autorité du Comité militaire, l'organisation militaire de l'OTAN est principalement constituée,, :
- de l'État-major militaire international (EMI), qui est l'organe exécutif du Comité militaire. L’EMI est chargé de préparer les évaluations, les études et d’autres documents relatifs aux questions militaires concernant l’OTAN, et il veille à ce que les décisions et les politiques relatives aux questions militaires soient mises en œuvre par les organismes militaires compétents ;
- du Commandement allié Opérations (ACO)[217], dirigé par le Commandant suprême des Forces alliées en Europe (SACEUR) et son état-major, le SHAPE, basé à Mons, en Belgique. Ce poste est confié à un général américain qui dirige non seulement l'ACO, mais aussi le Commandement des forces des États-Unis en Europe[212]. Il a remplacé le Commandement allié pour l'Europe (ACE). L'ACO est responsable de la planification et de l'exécution de toutes les opérations militaires de l’Alliance ;
- du Commandement allié Transformation (ACT)[218],[219], dirigé par le Commandant suprême allié Transformation (SACT). Ce poste est depuis la réintégration par la France de l'organisation militaire de l'OTAN confié à un officier général français. Implanté sur la base navale de Norfolk (Virginie, États-Unis), il a remplacé le Commandement allié Atlantique. L'ACT dirige la transformation de la structure, des forces, des capacités et de la doctrine militaires de l'OTAN. Ses responsabilités principales englobent la formation, l'entraînement et les exercices, ainsi que la conduite d'expériences destinées à évaluer de nouveaux concepts et la promotion de l’interopérabilité à l'échelle de l'OTAN.

#### Organisation du Commandement allié opérations (ACO)
Les structures rattachées à l'ACO comprennent, :
- des commandements de niveau opératif : deux commandements de forces interarmées permanents (JFC), le JFC allié Brunssum (Pays-Bas) et le JFC allié Naples (Italie). Tous deux doivent être prêts à assurer la planification, la conduite et le soutien dans la durée d'opérations de l'OTAN d'ampleur et de portée différentes. Dans les faits, ils doivent pouvoir gérer une opération interarmées de grande envergure depuis leur emplacement fixe de Brunssum ou de Naples, ou depuis un quartier général déployé lorsqu'ils agissent directement sur un théâtre d'opération ;
- des commandements de niveau tactique : trois commandements d'armée (SSC), terrestre, maritime et aérien, le quartier général du Commandement terrestre LANDCOM est basé à Izmir (Turquie), le quartier général du Commandement maritime MARCOM à Northwood (Royaume-Uni)[220], et le quartier général du Commandement aérien AIRCOM à Ramstein (Allemagne)[221]. Ces trois états-majors sont très largement multinationaux : par exemple, plus de 300 personnes de 22 nationalités, dont une trentaine de Français, arment l’état-major MARCOM qui peut ainsi faire fonctionner 24h/24 un centre opérationnel de commandement des forces et des opérations maritimes de l'OTAN[222].
- le Groupe des services d'information et de communication de l'OTAN (CIS GP), basé à Mons (Belgique) qui concentre les capacités SIC déployables de l'OTAN.

Lors du sommet du pays de Galles en 2014, l’OTAN adopte un « plan d’action pour la réactivité (RAP) » afin de renforcer sa posture de dissuasion et de défense de l’Alliance en assurant une présence avancée à ses frontières est et sud-est. Parmi les mesures adoptées, figure l'établissement de huit petits quartiers généraux, appelés « unité d’intégration des forces OTAN (NFIU) ».
Le sommet de Bruxelles en 2018 entérine le renforcement de la structure de commandement de l'OTAN par la création d'un nouveau commandement basé à Norfolk aux États-Unis pour aider à protéger les routes de communication maritimes entre l’Amérique du Nord et l’Europe et d'un autre commandement basé à Ulm en Allemagne pour améliorer le mouvement de troupes et d’équipements au sein de l’Europe,.

#### Force de réaction (NRF)
Le dispositif militaire de l'OTAN est entièrement repensé au début des années 2000, le besoin n'étant plus d'être capable de faire face à une attaque massive des armées du pacte de Varsovie sur le territoire européen, mais de pouvoir projeter hors du territoire de ses membres des forces capables de répondre à des situations de crise. Le nouveau dispositif, appelé Force de réaction de l'OTAN (NATO Response Force - NRF), est adopté en 2003 et devient opérationnel l'année suivante. Lors du sommet du pays de Galles, en 2014, il est décidé de renforcer la NRF en créant, en son sein, une « force fer de lance » baptisée « force opérationnelle interarmées à très haut niveau de préparation » (VJTF).
La Force de réaction de l’OTAN (NRF) est une force multinationale à haut niveau de préparation, regroupant des éléments des forces terrestres, aériennes, maritimes et d'opérations spéciales qui peuvent être déployés rapidement : sa composante VJTF peut déployer ses éléments de tête dans un délai de deux à trois jours.
Le fonctionnement de la NRF repose sur les notions de rotation et de pays-cadre. À tour de rôle, les pays membres de l'OTAN mettent à disposition de la Force de réaction de l'OTAN des états-majors et des unités pour une durée de douze mois.

### Missions permanentes et moyens militaires

#### Missions permanentes de temps de paix

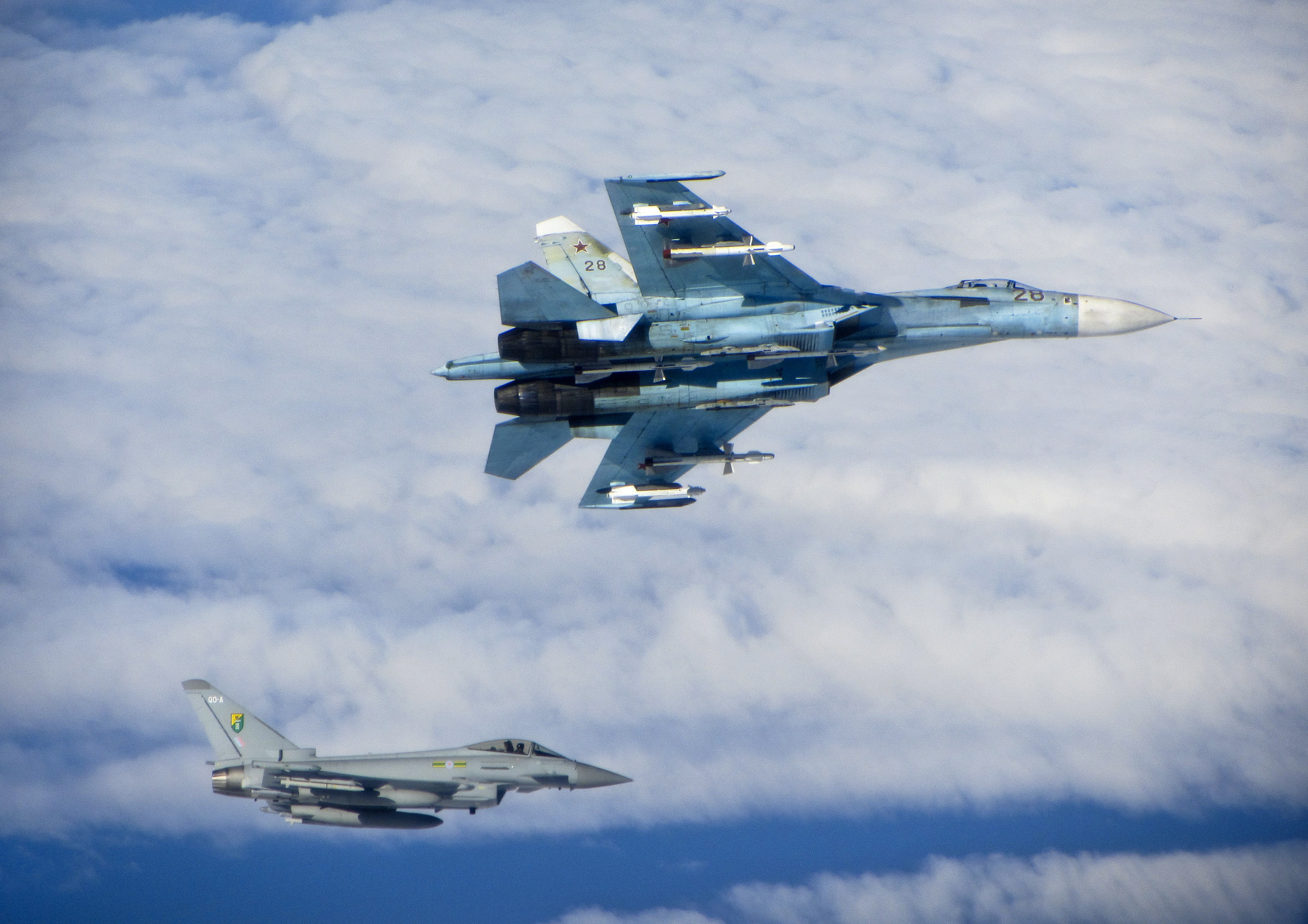
Un Su-27 russe intercepté le 17 juin 2014 par un Typhoon de la RAF de la mission Baltic Air Policing.

La défense aérienne et antimissile intégrée de l'OTAN (NIAMD) est une mission permanente, en temps de paix comme en période de crise ou de conflit, qui a pour objectif de protéger les pays de l'Alliance contre toute menace ou attaque aérienne ou de missile. Cette mission de police du ciel de l’OTAN nécessite un système de surveillance et de contrôle aériens (ASACS), une structure de commandement et de contrôle aériens (C2 Air), des aéronefs disponibles 24 heures sur 24, 7 jours sur 7 et depuis 2015 des systèmes anti-missiles. Depuis sa création en 1961, le système OTAN de défense aérienne intégrée est la seule capacité opérationnelle de l’Alliance, pour laquelle les autorités nationales ont délégué à l’OTAN, à titre permanent, le pouvoir de défendre les pays de l’Alliance et pour laquelle des ressources nationales étaient employées dans le cadre d'une structure C2 de l'OTAN,.
Dans ce cadre, les pays baltes dont les forces armées sont très limitées bénéficient depuis 2004 d'une couverture aérienne permanente de l'OTAN, dénommée Baltic Air Policing. À fin 2017, dix-sept États membres avaient participé à une ou plusieurs des rotations de trois ou quatre mois organisées pour assurer cette mission,,,.

#### Unités en propre

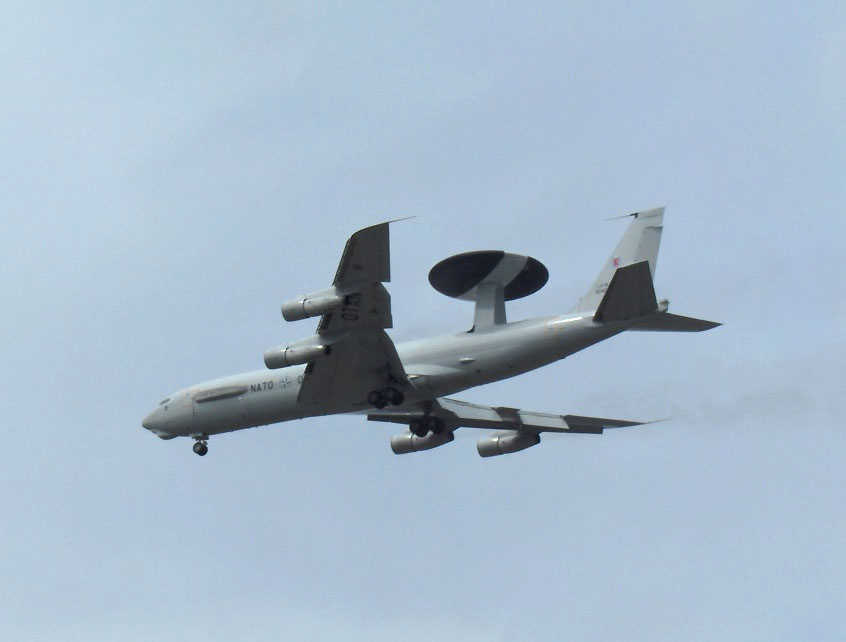
Un des 16 E-3 AWACS de l'OTAN.

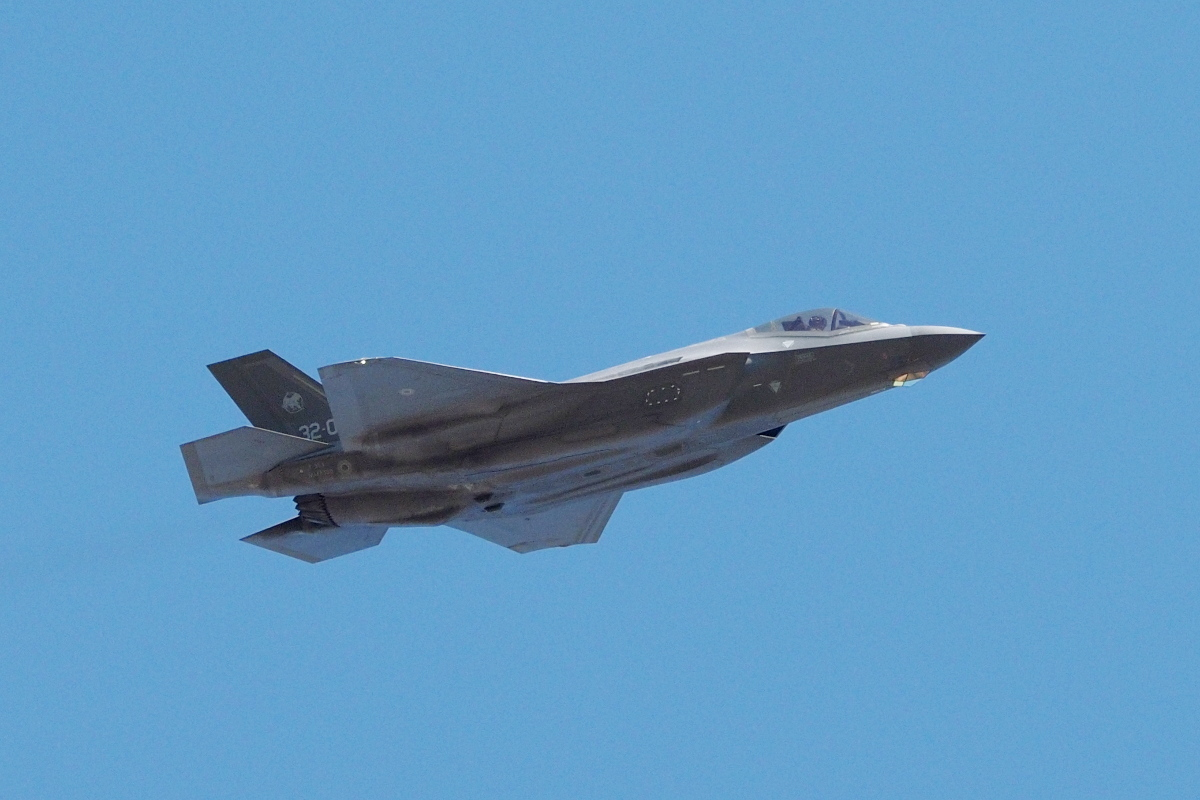
D'ici 2035, plus de 600 F-35 seront stationnés sur les bases aériennes de l'OTAN en Europe, selon Lockheed Martin.

Outre ses moyens de commandement, l'OTAN dispose de quelques moyens opérationnels en propre. Ce sont essentiellement trois entités multinationales à caractère directement opérationnel rattachées à l'ACO :
- la Force aéroportée de détection lointaine et de contrôle de l'OTAN[235], créée en 1982, forte de 3 000 personnes civils et militaires, basée à Geilenkirchen en Allemagne et dotée de 16 AWACS Boeing E-3 Sentry (18 à l'origine, un de perdu, un retiré en 2015[236]) et 3 Boeing 707 (retirés du service depuis)[237]
- le QG de forces navales OTAN d'intervention et de soutien (STRIKFORNATO) à la tête duquel est placé le commandant de la 6e flotte américaine[238]
- et une unité de surveillance terrestre AGS (Alliance Ground Surveillance) dotée de drones Global Hawk[239].

Pour chaque opération conduite par l'OTAN, les moyens militaires nécessaires sont apportés par les états membres et les pays partenaires de l'OTAN, au cas par cas, en fonction des besoins et de la volonté de chaque État d'y participer ou non.
Une douzaine de pays de l'OTAN partagent l'utilisation de la Heavy Airlift Wing (HAW) créée en 2009 pour le transport aérien stratégique qui dispose de trois McDonnell Douglas C-17 Globemaster III sur la base aérienne de Pápa en Hongrie.

#### Forces américaines en Europe
| Pays        | Effectif militaire |
| ----------- | ------------------ |
| Allemagne   | 34 475             |
| Italie      | 12 263             |
| Royaume-Uni | 9 424              |
| Espagne     | 2 939              |

En 2014, à la suite de nombreuses dissolutions et rapatriement d'unités, l'Armée américaine n'a plus en Europe comme unités de combat que la 173e brigade parachutiste en Italie et le 2e régiment de cavalerie. Le quartier général du 5e corps d'armée a été désactivé en 2013, et de nombreux rapatriements et suppressions d'unités sont prévus jusqu'en 2016.

#### Forces britanniques en Allemagne
Le Royaume-Uni qui avait déployé la majorité de ses forces blindées au sein de la British Army of the Rhine stationnée dans le nord de l'Allemagne de l'Ouest, a vu son contingent baisser depuis la fin de la guerre froide. En 2013, il est prévu le retrait total des forces britanniques en Allemagne d'ici 2019.

## Budget de l'OTAN et de ses États membres
Le financement de l'OTAN est négocié entre pays membres tous les deux ans. Les pays membres supportent de manière directe ou indirecte les frais de fonctionnement de l’OTAN et le coût de la mise en œuvre de ses politiques et activités ; la comptabilité de l'OTAN est opaque sur certains points comme les opérations secrètes,.

### Financement direct
| Pays        | 2024 / 2025 | 2016 / 2017 |
| ----------- | ----------- | ----------- |
| États-Unis  | 15,8813     | 22,1446     |
| Allemagne   | 15,8813     | 14,6500     |
| Royaume-Uni | 10,9626     | 9,8485      |
| France      | 10,1940     | 10,6339     |
| Italie      | 8,5324      | 8,4109      |
| Canada      | 6,6840      | 6,6092      |

Les contributions directes couvrent les dépenses de l'Alliance qui servent les intérêts communs de ses membres et qui n’incombent à aucun d’entre eux en particulier. Les contributions des États membres sont calculées selon une formule de partage des coûts fondée sur leur revenu national brut. Les cinq principaux contributeurs sont en 2021, dans l'ordre décroissant de leur participation financière, les États-Unis, l'Allemagne, le Royaume-Uni, la France et l'Italie. La France est donc le 3e contributeur aux budgets de l’OTAN sur la période 2016/2017, puis le 4e sur la période 2021/2024. Dans le contexte des pressions exercées par l'administration Trump, la quote-part de l'Allemagne augmente fortement à partir de 2021. Ce financement commun alimente les trois principaux budgets gérés par l'OTAN :
- le budget civil qui couvre les dépenses du Secrétariat international de l’OTAN. Il est alimenté dans la plupart des cas par les budgets des ministères des Affaires étrangères. En 2014, l'OTAN employait 6 000 civils, dont 1 000 au siège. En 2015, le budget civil s'élevait à 218 millions d’euros, dont 11,14 % de contribution française ; pour 2017, il a été fixé à 234,4 millions d'euros, dont 10,63 % de contribution française ;
- le budget militaire qui couvre les coûts d’opération des QG de la structure de commandement, des théâtres du Kosovo et de l’Afghanistan ainsi que les coûts d’opération des réseaux de communication et défense aérienne, des centres d’entraînement. En 2015, il s'élevait à 1 171 millions d’euros, dont 10,97 % de contribution française) ; pour 2017, il a été fixé à 1,29 milliard d'euros. Il est divisé en 35 budgets, chacun pouvant être abondé spécifiquement par un membre selon ses intérêts stratégiques propres ;
- le programme d’investissement au service de la sécurité qui fournit aux commandements stratégiques de l’OTAN des installations et des équipements tels que des moyens de commandement et de contrôle des opérations aériennes, des systèmes de communication et d’information, des QG pour la structure intégrée et les opérations extérieures, etc. En 2015, il était plafonné à 700 millions d’euros, dont 10,97 % de contribution française ; pour 2017, il a été fixé à 655 millions d'euros.

### Financement indirect
| Pays                             | 2014    | 2014              | 2019    | 2019              |
| Pays                             | Mds US$ | % total pays OTAN | Mds US$ | % total pays OTAN |
| -------------------------------- | ------- | ----------------- | ------- | ----------------- |
| États-Unis                       | 683,4   | 72,5 %            | 701,6   | 70,0 %            |
| Canada                           | 20,3    | 1,7 %             | 21,6    | 2,2 %             |
| Pays européens de l'OTAN, dont : | 234,6   | 25,8 %            | 278,5   | 27,8 %            |
| Royaume-Uni                      | 54,9    | 6,7 %             | 65,6    | 6,6 %             |
| France                           | 44,3    | 4,8 %             | 47,6    | 4,8 %             |
| Allemagne                        | 42,9    | 4,3 %             | 49,1    | 4,9 %             |
| Italie                           | 22,6    | 2,3 %             | 22,5    | 2,2 %             |

Chaque État membre de l'OTAN supporte en plus les coûts liés aux opérations de l'OTAN auxquelles il choisit de participer. Ces contributions sont les plus importantes. Un État membre fait par exemple une contribution indirecte lorsqu'il décide d'affecter des équipements ou des forces à une opération militaire OTAN et assume le coût de cette décision.
Lors du sommet de 2014 au pays de Galles, les 28 États membres de l'OTAN se sont engagés à consacrer au moins 2 % de leur PIB aux dépenses militaires à l'horizon 2024. En 2017, seuls la Grèce, l'Estonie, le Royaume-Uni, la Pologne et les États-Unis respectent déjà cette règle. Les dépenses de défense des États-Unis représentent de manière constante depuis 2010 au moins 70 % des dépenses de défense des pays de l'OTAN. Selon les données publiées par l'OTAN, le budget militaire des États-Unis s'élève en 2019 à 701,6 milliards de dollars, soit 70 % du budget total de défense des États membres. Ce déséquilibre leur donne un poids prépondérant dans les décisions et traduit la faiblesse de l'effort de défense des États européens et leurs hésitations à bâtir une défense européenne moins dépendante des États-Unis.

## Concepts stratégiques
Depuis le début de son existence, l'OTAN a élaboré, puis régulièrement mis à jour sous le vocable général de « concept stratégique » des documents publics ou non qui décrivent ses missions de sécurité fondamentales, identifient les caractéristiques essentielles de son environnement de sécurité et fournissent des directives pour l'adaptation de ses forces militaires. Ces concepts stratégiques sont validés au moins par le Conseil de l'Atlantique nord en session ministérielle et depuis la fin de la guerre froide par les chefs d'État et de gouvernement dans le cadre d'un sommet de l'OTAN. Le concept stratégique en vigueur a été adopté lors du sommet de Madrid en 2022.

### Concept stratégique OTAN 2022
Alors que dans le précédent concept stratégique datant de 2010, la coopération avec la Russie était toujours à l'ordre du jour, le concept stratégique de 2022 postule que « la fédération de Russie constitue la menace la plus importante et la plus directe pour la sécurité des Alliés et pour la paix et la stabilité dans la zone euro-atlantique ». Le nouveau texte s'inscrit aussi dans une vision globale, qui dépasse la vocation atlantique et européenne de l'Alliance, dans l'objectif d'assurer la défense collective de ses membres « suivant une approche à 360 degrés ». Dans cette optique, pour la première fois, le nouveau concept identifie spécifiquement la république populaire de Chine, dont il est dit qu'elle « affiche des ambitions et mène des politiques coercitives qui sont contraires à nos intérêts, à notre sécurité et à nos valeurs ».
Le texte du document public affirme en termes généraux que l'Alliance va « renforcer sensiblement [sa] posture de dissuasion et de défense afin de priver tout adversaire potentiel de toute occasion d’agression ». Dans le contexte de la mise en avant récente des capacités nucléaires de la Russie par Vladimir Poutine, le texte de l'OTAN réaffirme clairement la place de la dissuasion nucléaire dans l'OTAN. Tout en posant comme préalable que « les armes nucléaires sont des armes à part [et qu'il]l est très peu probable que les circonstances se présentent dans lesquelles l’OTAN pourrait être amenée à y recourir », l'Alliance prévient qu'elle a « les capacités et la détermination voulues pour faire payer à tout adversaire un prix inacceptable, largement supérieur aux gains que celui-ci pourrait espérer obtenir ». Le texte réaffirme la validité du parapluie nucléaire américain en affirmant que « Les forces nucléaires stratégiques de l’Alliance, et en particulier celles des États-Unis, sont la garantie ultime de la sécurité des Alliés ».

### Historique des concepts stratégiques

#### Pendant la guerre froide
Initialement, la planification stratégique de l'OTAN concerne les forces conventionnelles et prévoyait 96 divisions et 9 000 avions en 1954. L’arrivée des premières armes nucléaires tactiques a lieu en octobre 1953, le troisième concept stratégique adopté en 1956 introduit les armes nucléaires stratégiques selon la doctrine des représailles massives et envisageaient 28 divisions en 1961. Avec la montée en puissance de l'arsenal nucléaire soviétique, les doutes émergent de plus en plus quant à la crédibilité de cette doctrine. Faisant suite à la crise de Suez qui voit s'opposer fortement des membres majeurs de l'OTAN, en parallèle de l'actualisation de sa stratégie militaire, l'Alliance jette les bases d'une coopération plus poussée en matière de politique étrangère y compris hors de la zone de l'Atlantique nord.
À partir de 1961, les Américains poussent à l'adoption d'un nouveau concept stratégique selon la doctrine de la réponse flexible, sans qu'un consensus puisse s'établir en raison des réticences de beaucoup de pays européens, la France en tête. Le grand débat stratégique occupe une place considérable au sein des instances décisionnelles de l'OTAN et des gouvernements alliés.
Le retrait français en 1966 crée l'occasion de réorganiser le fonctionnement de l'OTAN, de donner plus de poids aux alliés européens majeurs que sont le Royaume-Uni et la RFA, et de trouver un compromis pour l'adoption d'un nouveau concept stratégique qui entérine les principes de la réponse flexible. Ce quatrième concept, souple par nature, reste en vigueur jusqu'à la fin de la guerre froide.
Pendant la période de la guerre froide, la menace principale perçue par les alliés est que les Soviétiques, qui disposent d'une supériorité au moins quantitative forte relative aux forces conventionnelles, lancent une offensive majeure pour conquérir l'Europe occidentale. Face à cette menace, l'OTAN a successivement adopté trois postures stratégiques en matière d'emploi des forces conventionnelles :
- de l'origine à 1958, la faiblesse des forces conventionnelles de l'Ouest est telle que les plans prévoient une stratégie de repli ordonné sur le Rhin et l'Ijssel qui constituent la ligne de défense principale, abandonnant ainsi la majorité du territoire de l'Allemagne de l'Ouest
- en juillet 1958, les états-majors de l'OTAN prenant en compte un début de renforcement des capacités opérationnelles de leurs forces adoptent une stratégie de défense « semi-avancée » de l'Europe de l'Ouest et définissent la Weser et le Lech comme ligne principale de défense
- en 1963, de pair avec les discussions relatives au nouveau concept stratégique de réponse flexible, et pour répondre aux demandes insistantes des Allemands qui entretemps ont atteint le niveau de force auquel ils s'étaient engagés, les États-majors adoptent la stratégie de « défense de l'avant » qui définit la frontière entre la RFA et la RDA comme ligne de défense principale.

| # | Dates     | Adoption par CAN 1 | Documents | Contexte d'élaboration et principes clés des concepts stratégiques |
| --- | --------- | --- | --- | --- |
| 1 | 1949-1950 | Décembre 1949 | DC 6/1 MC 14 DC 13 | Plans de défense à 5 ans, coordonnés entre les États membres. |
| 2 | 1950-1952 | Décembre 1952 | MC 3/5 MC 14/1 | Modifications structurelles, création d'une force militaire intégrée placée sous commandement centralisé. « Le concept stratégique de la Défense de la zone de l'Atlantique Nord ». |
| 3 | 1953-1957 | Décembre 1954 | MC 48 | Intégration de la politique nucléaire dans la stratégie de l'OTAN. Introduction de la doctrine nucléaire des représailles massives. |
| 3 | 1953-1957 | Mai 1957 | MC 14/2 MC 48/2 | Intégration de la politique nucléaire dans la stratégie de l'OTAN. Introduction de la doctrine nucléaire des représailles massives. |
| 1961-1963 | 1961-1963 | Émergence du concept de « réponse flexible » sous l'impulsion de Kennedy et McNamara. Impossibilité d'arriver à un accord entre les membres de l'OTAN sur un nouveau concept stratégique, notamment en raison de l'opposition de la France. | Émergence du concept de « réponse flexible » sous l'impulsion de Kennedy et McNamara. Impossibilité d'arriver à un accord entre les membres de l'OTAN sur un nouveau concept stratégique, notamment en raison de l'opposition de la France. | Émergence du concept de « réponse flexible » sous l'impulsion de Kennedy et McNamara. Impossibilité d'arriver à un accord entre les membres de l'OTAN sur un nouveau concept stratégique, notamment en raison de l'opposition de la France.                                                                                       |
| 4 | 1966-1969 | Décembre 1967 2 | MC 14/3 | Élaborée dans le contexte de la sortie de la France de l'organisation militaire. Abandon des représailles massives, adoption de la réponse flexible ou riposte graduée. Rapport Harmel. |
| 4 | 1966-1969 | Décembre 1969 2 | MC 48/3 | Élaborée dans le contexte de la sortie de la France de l'organisation militaire. Abandon des représailles massives, adoption de la réponse flexible ou riposte graduée. Rapport Harmel. |
| 5 | 1991      | Sommet de Rome 1991 | Document public | Réaffirmation de l'objectif fondamental de l'OTAN de sécurité collective de ses membres, extension de cet objectif de sécurité à l'ensemble de l'Europe via des partenariats et coopérations, développement du dialogue et de la coopération, réduction au niveau le plus bas possible des forces nucléaires et conventionnelles. |
| 6 | 1999      | Sommet de Washington 1999 | Document public | Définition plus large de la sécurité de la zone euro-atlantique, prise en compte des nouveaux risques apparus depuis la fin de la guerre froide. |
| 7 | 2006-2010 | Sommet de Lisbonne 2010 | Document public | Directive politique globale de novembre 2006. Déclaration sur la sécurité de l'Alliance d'avril 2009 au sommet de Strasbourg. Publication du nouveau concept lors du sommet de Lisbonne. |
| 8 | 2022      | Sommet de Madrid 2022 | Document public | Adoption et publication du nouveau concept stratégique au sommet de Madrid. |
| 1 CAN : Conseil de l'Atlantique nord, réuni soit au niveau ministériel — ministres des Affaires étrangères ou de la Défense — soit en tant que sommet au niveau des chefs d'État et de gouvernement. 2 Validation par le comité des plans de défense. Depuis la sortie de la France de l'organisation militaire intégrée, les pays membres se réunissaient sans la France sur les questions militaires. Au niveau ministériel, le comité des plans de défense était pour ces questions l'équivalent du Conseil de l'Atlantique nord. Il a été supprimé en 2010, après le retour de la France en 2009 dans l'organisation militaire de l'OTAN. |           | | | |

#### Depuis la fin de la guerre froide

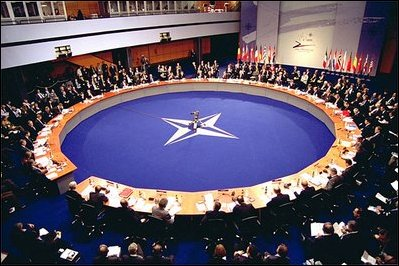
Sommet de l'OTAN à Prague en 2002.

L'effondrement du bloc soviétique et la disparition de la menace principale que représentait le pacte de Varsovie conduisent à une révision en profondeur de la stratégie de l'OTAN afin de l'adapter à un nouvel environnement géopolitique et à l'émergence de nouvelles menaces. Trois concepts stratégiques ont été successivement adoptés depuis 1991, le dernier en date en novembre 2010 lors du sommet de Lisbonne.
Dans le monde multipolaire actuel, le rôle et les missions de l'OTAN sont devenus multiples et sortent donc du traditionnel espace euratlantique. Cependant, l'OTAN n'a pas vocation à se substituer à l'ONU et à ses Casques bleus : selon les déclarations de son secrétaire général, Jaap de Hoop Scheffer, l'OTAN n'a pas vocation à devenir une organisation mondiale de défense : « nous n’avons pas besoin d’une OTAN à vocation mondiale. Ce n’est pas l’enjeu de notre transformation. Le type d’OTAN qu'il nous faut — et que nous mettons en place avec succès — c’est une Alliance qui défend ses membres contre les menaces planétaires : le terrorisme, la dissémination des armes de destruction massive et les États faillis ».
Les stratégies de la nouvelle OTAN sont fortement influencées par l'accroissement du risque terroriste — notamment depuis l'attaque du 11 septembre 2001 sur les États-Unis —, la dissémination avérée ou potentielle des armes nucléaires — liée par exemple au programme nucléaire iranien —, et la multiplication des foyers de crise requérant des moyens de réaction rapide :
- sommet de Washington (1999) : engagement d'un processus de transformation de l'OTAN autour d'un concept stratégique orienté vers la gestion des crises
- sommet de Prague (novembre 2002) : décision de l'adaptation de l'outil militaire à la nouvelle donne internationale, autour du concept de force de réaction rapide
- accords de Berlin plus (mars 2003) : accord pour que l'Union européenne puisse faire appel à certains moyens de l'OTAN lorsque ceux-ci sont nécessaires à la réalisation des missions décidées par le Conseil de l'Union
- sommet de Riga (2006) : décision de se préparer à mener de front deux opérations de grande envergure mobilisant 60 000 hommes chacune et six opérations moyennes (30 000 hommes). Au total, jusqu'à 300 000 hommes entraînés et préparés devront donc être disponibles pour intervenir dans n'importe quelle région du monde pour assurer la sécurité de ses membres à l'intérieur comme à l'extérieur de leurs frontière
- sommet de Lisbonne (2010) : ce septième concept stratégique marque d'une part une grande continuité de la stratégie de l'OTAN en matière de dissuasion nucléaire et d'autre part des initiatives nouvelles en matière de défense antimissile, de lutte contre le terrorisme et la cybercriminalité[105]. L'accent est également mis sur le développement des capacités de gestion de crise. Dans un contexte financier encore marqué par la crise de l'automne 2008, l'OTAN décide simultanément de refondre son organisation afin de réduire fortement ses effectifs qui passeront de 17 000 avant 2009, à moins de 13 000 en 2010, avec des options pour l'avenir allant de 9 500 à 7 500 personnels[254].

## Liste des opérations militaires

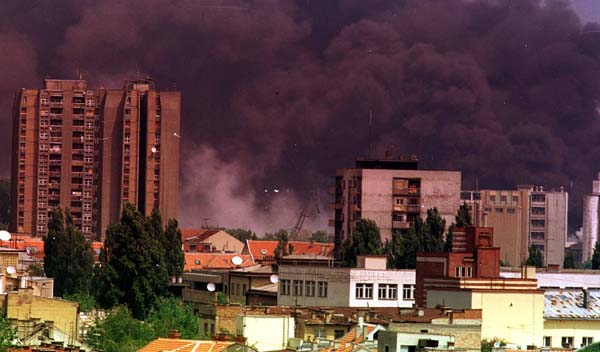
Bombardement de l'OTAN en Yougoslavie en 1999.

Pendant la guerre froide, l'OTAN n'aura mené aucune opération militaire, ce que ses membres analysent comme la démonstration que l'Alliance est une expérience réussie de sécurité et de dissuasion collectives, qu'il convient de préserver dans le monde du début des années 1990 dans lequel tous les dangers et toutes les incertitudes n'ont pas disparu.
Mais les missions et l'organisation des moyens militaires de l'OTAN évoluent nécessairement fortement puisque la menace principale n'est plus celle d'une attaque des armées du pacte de Varsovie sur le territoire de ses membres, mais celle résultant de crises ou de guerres limitées à leur périphérie voire dans des zones géographiques plus lointaines dès lors que leurs intérêts vitaux seraient menacés. Cet élargissement du champ d'intervention de l'OTAN à des missions nouvelles au-delà du strict cadre défensif du territoire de ses membres se traduit à partir du début des années 1990 par l'engagement de ses moyens militaires hors de leurs frontières. Il ne s'agit pour autant pas de la transformation de l'OTAN en une organisation de sécurité globale à vocation mondiale, la France en particulier s'y refusant clairement,.
La guerre en Bosnie-Herzégovine, le premier des conflits qui font suite à l'éclatement de la république fédérative socialiste de Yougoslavie, est le premier champ opérationnel d'intervention de l'OTAN à partir de 1993. Puis l'OTAN intervient à partir de 1999 au Kosovo où stationne toujours début 2017 la KFOR, force de maintien de la paix de l'OTAN sous mandat de l'ONU.
Au lendemain des attaques terroristes du 11 septembre 2001, le Conseil de l'Atlantique nord invoque pour la première fois dans son histoire l’article 5 du traité de Washington en déclarant que l’attaque contre les États-Unis était une attaque dirigée contre eux tous. À ce titre, l'OTAN mène depuis 2001 des opérations maritimes en Méditerranée et dans l'océan Indien.
Cependant, plusieurs des opérations militaires majeures conduites par les États-Unis en coalition avec d'autres pays ne l'ont pas été dans le cadre de l'OTAN :
- la campagne d'Afghanistan de l'automne 2001 est menée par les Américains qui veulent aller vite et maîtriser totalement leurs actions militaires à la suite des attentats du 11 septembre. La FIAS sous commandement OTAN prend ensuite le relais
- faute d'un consensus entre les membres de l'OTAN pour y participer, la guerre d'Irak est menée par les États-Unis à partir de mars 2003 avec une coalition ad hoc hors OTAN, à laquelle la France et l'Allemagne ne participent pas.

Début 2017, l'OTAN est principalement engagée en Afghanistan, au Kosovo et dans des opérations navales en Méditerranée.

| Année début | Année fin | Zone d'opération                            | Nom opération                                      | Mandat ONU                 | Nature des opérations menées par l'OTAN |
| ----------- | --------- | ------------------------------------------- | -------------------------------------------------- | -------------------------- | --- |
| 1993        | 1996      | Adriatique                                  | Sharp Guard                                        | #820 #943                  | Opération de surveillance maritime destinée à contrôler l'embargo sur les armes imposé à la Serbie et au Monténégro, les deux seuls États demeurant membres de la république fédérative socialiste de Yougoslavie après que la Slovénie, la Croatie, la Macédoine et la Bosnie-Herzégovine ont pris leur indépendance. Sous le contrôle conjoint de l'OTAN et de l'UEO, elle consiste en une vaste opération de blocus naval, à laquelle participent 14 nations. |
| 1993        | 1995      | Bosnie-Herzégovine                          | Deny Flight                                        | #816                       | Opération d'interdiction de survol. Un Mirage 2000 français est perdu à la suite d’une avarie. |
| 1995        | 1995      | Bosnie-Herzégovine                          | Deliberate Force                                   | Coordonné avec la FORPRONU | Bombardement massif des positions serbes de Bosnie pour tenter de faire cesser le conflit. Les autorités bosno-serbes acceptent de retirer leurs armes et des négociations débouchent sur les accords de Dayton deux mois plus tard mettant fin à la guerre en Bosnie,. |
| 1996        | 1996      | Bosnie-Herzégovine                          | IFOR                                               | #1031                      | Importante mission de maintien de la paix pour garantir l'application des accords de Dayton. C’est l'occasion pour les Tchèques et les Polonais, anciennement membres du pacte de Varsovie, d'intervenir conjointement avec des forces occidentales. |
| 1997        | 2004      | Bosnie-Herzégovine                          | SFOR                                               | #1088                      | La SFOR (force de stabilisation) prend la suite de l'IFOR, avec des moyens ramenés à 32 000 hommes. Le 2 décembre 2004, elle passe le relais à l'Union européenne qui conduit l'opération Althea engageant 7 000 hommes dans le cadre des accords de Berlin plus. |
| 1999        | 1999      | Kosovo (Serbie)                             | Allied Force                                       | –                          | Bombardements aériens sur la Serbie menés par l'OTAN dans le contexte de la défense du Kosovo contre la menace d'un génocide ; l'opération Allied Force est réalisée sans l'accord de l'ONU. Les États-Unis engagent 731 avions, la France 84 avions, l'Italie 58 avions, du Royaume-Uni 39 avions, et l'Allemagne 33 avions. En tout, 1 100 avions sont utilisés pendant un mois de bombardement. |
| 1999        | –         | Kosovo                                      | KFOR                                               | #1244                      | La force pour le Kosovo (abrégée en KFOR) est la force armée multinationale mise en œuvre par l'OTAN dans le Kosovo, sur mandat du Conseil de sécurité de l'ONU, afin d'assurer un environnement sûr et sécurisé et de garantir la liberté de mouvement. La KFOR est déployée à partir du 12 juin 1999 à l'issue du cessez-le-feu accepté par Belgrade qui met fin à la guerre du Kosovo. Les plus gros contingents sont fournis par l'Allemagne, l'Italie et les États-Unis. |
| 1999        | 1999      | Albanie                                     | Abri Allié                                         | –                          | Déploiement de 7 000 militaires en avril 1999 pour une opération humanitaire d'aide aux quelque 800 000 réfugiés kosovars d'origine albanaise ayant fui les exactions serbes à leur encontre. Cette opération est le corollaire humanitaire des opérations militaires menées par l'OTAN en Serbie et au Kosovo. Elle provoque des réactions mitigées de la part des organisations humanitaires, hostiles au concept de « guerre humanitaire » et favorables à ce que l'ONU avec le HCR gardent le contrôle de telles opérations, tout en reconnaissant que les moyens importants de l'OTAN ont contribué à résoudre la crise. |
| 2001        | 2016      | Méditerranée                                | Active Endeavour (OAE)                             | –                          | Mission de surveillance du trafic maritime en Méditerranée, pour décourager et déjouer les actes de terrorisme. Elle est l'une des huit initiatives lancées en réponse aux attentats terroristes perpétrés contre les États‑Unis le 11 septembre 2001. Elle prend fin en octobre 2016, laissant la place à l’opération Sea Guardian. |
| 2001        | 2003      | Macédoine                                   | Moisson Essentielle                                | –                          | À la demande de la Macédoine et en concertation avec l'OSCE et l'UE, mission destinée à collecter les armes des insurgés albanophones. Les opérations « Renard Roux » et « Allied Harmony » de moindre importance lui succèdent avant que l'opération EUFOR Concordia de l'UE en prenne la suite |
| 2003        | 2014      | Afghanistan                                 | FIAS                                               | #1386                      | En 2011-2012, la FIAS atteint son niveau d'effectifs le plus important avec environ 130 000 hommes, les États-Unis y contribuant pour 90 000 hommes, le Royaume-Uni pour 9 000, l'Allemagne pour 5 000 et la France pour 4 000. |
| 2004        | 2011      | Irak                                        | Mission OTAN de formation en Irak (NTM-I)          | #1546                      | L'OTAN ne joue aucun rôle dans la conduite de la guerre en Irak menée par une coalition emmenée par les États-Unis. En marge de la coalition, l'OTAN participe à la formation de 5 000 militaires et de 10 000 policiers irakiens par des instructeurs sur place et dans les écoles de l'OTAN. |
| 2006        | en cours  | Islande                                     | Protection de l'espace aérien islandais par l'OTAN | –                          | Opération aérienne de patrouille et protection de l'espace aérien. |
| 2009        | 2016      | Somalie (au large de la corne de l'Afrique) | Ocean Shield                                       | #1814 #1816                | Opération navale de lutte contre la piraterie au large de la Somalie, terminée en novembre 2016,. La France participe à l'opération Atalanta de même nature prolongée en novembre 2016 par l'UE jusqu'en 2018. |
| 2011        | 2011      | Libye                                       | Unified Protector                                  | #1970 #1973                | Opération navale et aérienne menée par l'OTAN de mars à octobre 2011, visant à soutenir les rebelles libyens contre le régime de Mouammar Kadhafi, au cours de la première guerre civile libyenne. Les États-Unis contribuent avec l'opération Odyssey Dawn, la France avec l'opération Harmattan, le Royaume-Uni avec l'opération Ellamy et le Canada avec l'opération Mobile. Succès tactique, l'opération entraîne la chute du régime de Kadhafi mais une deuxième guerre civile éclate en 2014. |
| 2015        | 2021      | Afghanistan                                 | Resolute Support                                   | #2189                      | Faisant suite à la fin des opérations de la FIAS, cette mission de formation et d'encadrement de l'armée afghane mobilise environ 12 000 hommes de l'OTAN et de pays partenaires,. |
| 2016        | –         | Méditerranée                                | Opération Sea Guardian                             | –                          | Opération navale, en cours début 2017, qui prend la suite d'Active Endeavour,. |

## Symboles et mémorial

Drapeau de l'OTAN.

Adopté le 14 octobre 1953, le drapeau de l’OTAN est composé d’une rose des vents blanche à quatre directions accompagnée de quatre lignes radiales blanches sur un fond bleu foncé.
L'OTAN a également créé une décoration militaire internationale, la médaille de l'OTAN, qui est décernée aux militaires de diverses régions du monde opérant sous son autorité; ainsi que la médaille du service méritoire de l'OTAN, décoration personnelle du Secrétaire général de l'OTAN, qui signe chaque citation.
Le premier mémorial européen honorant la mémoire des soldats morts ou blessés lors d'opérations de l'OTAN a été inauguré le 25 février 2012 à Fréthun dans le Pas-de-Calais,.

## Controverses
Certaines organisations de défense des droits humains critiquent les actions de l'OTAN qu'elles qualifient de crimes de guerre. Selon Amnesty International, l'organisation se serait notamment rendue coupable de bombardements de civils durant les guerres survenues en Yougoslavie, en Libye(2012), ainsi qu'en Afghanistan(2014)[source secondaire souhaitée].